# Âm nhạc Hàn Quốc năm 2017

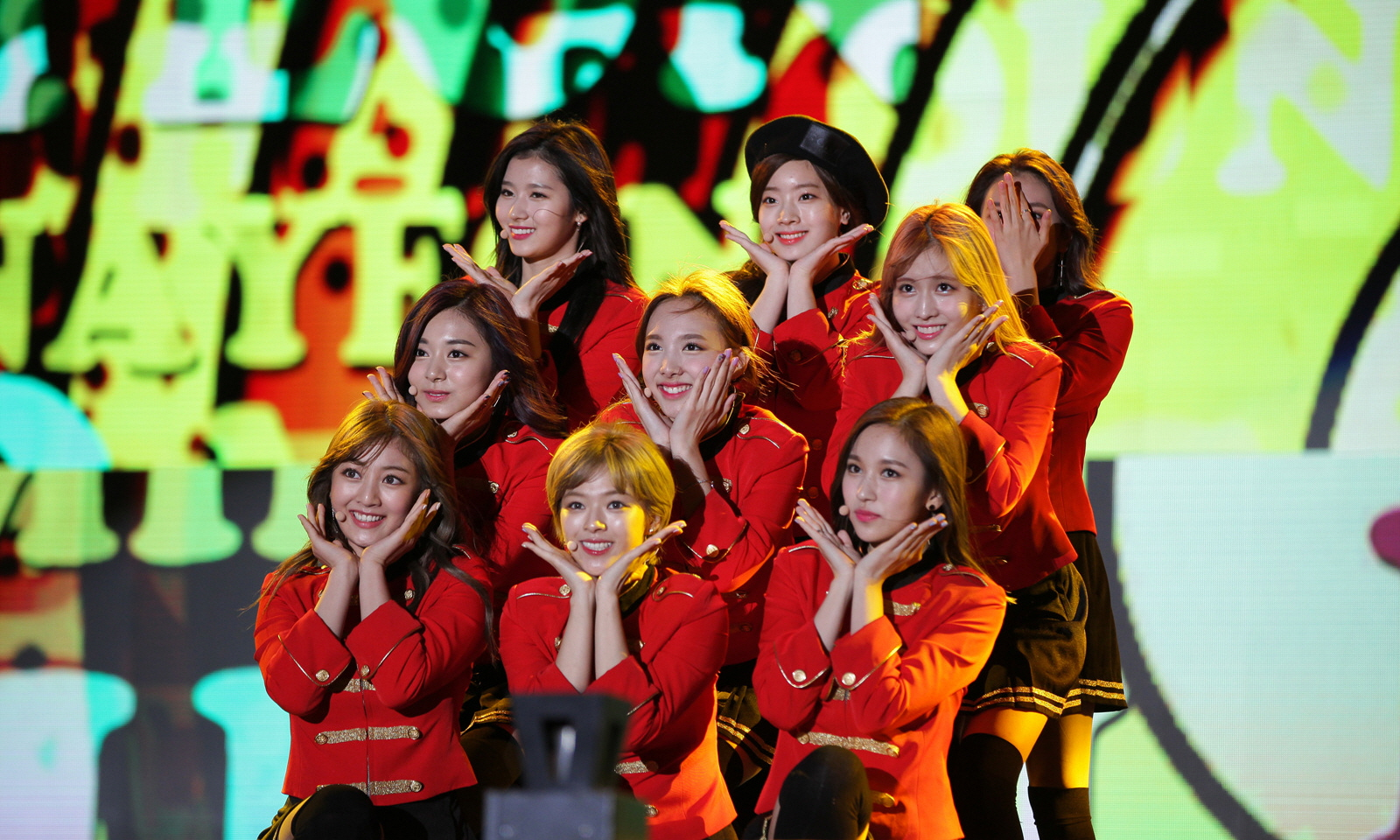
Buổi hòa nhạc Dream Concert Châu Á của TWICE G-Festival

Sau đây là danh sách các bài hát được phát hành hoặc dự kiến ra mắt trong năm 2017 của âm nhạc ở Hàn Quốc.

## Các nhóm nhạc được thành lập và ngừng hoạt động trong năm 2017

### Các nhóm nhạc ngừng hoạt động
- As One
- Chocolat
- Dimepiece
- H2L
- HISTORY
- I.O.I
- Leessang
- M.I.B
- MIX
- Sistar
- Spica
- The Legend
- Wonder Girls

### Các thành viên mới được bổ sung
- Ayno, Lou và Ziu (VAV)
- Chaekyung và Rachel (APRIL)
- Daisy và Taeha (Momoland)
- Eunjin (Playback)
- Jooeun và chơi biểu hiện (DIA)
- Nayoung và Youjin (D.HOLIC)
- Soyoung (Stellar)

## Danh sách bài hát được phát hành năm 2017

### Quý 1

#### Tháng giêng
| Date | Single / Album             | Artist(s)                                     | Genre(s)                                 | Tên(s) | Note                  | Label(s)                              |
| ---- | -------------------------- | --------------------------------------------- | ---------------------------------------- | --- | --------------------- | ------------------------------------- |
| 01   | Urikiri                    | BONUSBaby                                     | Dance                                    | "Urikiri" (released ngày 1 tháng 1 năm 2017) | Debut Digital Single  | Maroo Entertainment                   |
| 01   | LISTEN 003 Weekend         | PERC%NT                                       | R&B/Soul                                 | "Weekend" (released ngày 1 tháng 1 năm 2017) | Digital Single        | Mystic Entertainment                  |
| 02   | Remember                   | S.E.S.                                        | R&B, New jack swing, Ballad, Jazz, Dance | "Remember" (released ngày 1 tháng 1 năm 2017) "Paradise" (released ngày 2 tháng 1 năm 2017)                                                                                        | Special Album         | SM Entertainment                      |
| 02   | Angel's Knock              | AOA                                           | Dance                                    | "Excuse Me" (released ngày 2 tháng 1 năm 2017) "Bing Bing" (released ngày 2 tháng 1 năm 2017)                                                                                      | 1st Full Album        | FNC Entertainment                     |
| 02   | Unchanging                 | SHINHWA                                       | Dance                                    | "Touch" (released ngày 1 tháng 1 năm 2017) | 13th Full Album       | Shinhwa Company                       |
| 03   | Winter                     | Akdong Musician                               | Folk, Ballad, Rock                       | "Last Goodbye" (released ngày 3 tháng 1 năm 2017) | 2nd Full Album        | YG Entertainment                      |
| 03   | Rainbow                    | INA                                           | Dance                                    | "Rainbow" (released ngày 3 tháng 1 năm 2017) | Debut Digital Single  | TAJOY Entertainment                   |
| 04   | Time's Up                  | TopSecret                                     | Dance                                    | "She" (released ngày 4 tháng 1 năm 2017) | Debut Mini Album      | JSL Company                           |
| 04   | From. WJSN                 | Cosmic Girls                                  | Dance                                    | "I Wish" (released ngày 4 tháng 1 năm 2017) | 3rd Mini Album        | Starship Entertainment                |
| 04   | Prelude                    | APRIL                                         | Dance                                    | "April Story" (released ngày 4 tháng 1 năm 2017) | 3rd Mini Album        | DSP Media                             |
| 05   | Love Is a Sudden           | MIXX                                          | R&B/Soul                                 | "Love Is a Sudden" (released ngày 5 tháng 1 năm 2017) | Digital Single        | Chiko Bros Entertainment              |
| 05   | Round One                  | VARSITY                                       | Dance                                    | "U R My Only One" (released ngày 5 tháng 1 năm 2017) | Debut Single Album    | CSO Entertainment                     |
| 06   | NCT #127 Limitless         | NCT 127                                       | Dance                                    | "Limitless" (released ngày 6 tháng 1 năm 2017) | 2nd Mini Album        | SM Entertainment                      |
| 06   | Every DAY6 January         | DAY6                                          | Rock                                     | "I Wait" (released ngày 6 tháng 1 năm 2017) | Monthly Single        | JYP Entertainment                     |
| 06   | Make Some Noise            | MAS 0094                                      | Rock                                     | "Make Some Noise" (released ngày 6 tháng 1 năm 2017) | 2nd Mini Album        | Independent                           |
| 06   | ROMANCE                    | VROMANCE                                      | Ballad                                   | "I'm Fine" (released ngày 6 tháng 1 năm 2017) | 2nd Mini Album        | Rainbow Bridge World                  |
| 07   | That Moment                | Im Seulong                                    | Ballad                                   | "That Moment" (released ngày 7 tháng 1 năm 2017) | Digital Single        | SidusHQ                               |
| 07   | Road                       | TRAX                                          | Rock                                     | "Road" (released ngày 7 tháng 1 năm 2017) | Digital Single        | SM Entertainment                      |
| 07   | Goblin OST Part.9          | Ailee                                         | Drama                                    | "I Will Go to You Like the First Snow" (released ngày 7 tháng 1 năm 2017) | Digital Single        | CJ E&M                                |
| 09   | I Think I Love U           | SONAMOO                                       | Dance                                    | "I Think I Love U" (released ngày 9 tháng 1 năm 2017) | 1st Single Album      | TS Entertainment                      |
| 09   | R.EAL1ZE                   | Ravi (VIXX)                                   | Rap/Hip-hop                              | "Home Alone" (Ft. Jung Yong-hwa (released ngày 4 tháng 1 năm 2017) "Bomb" (ft.San E) (released ngày 9 tháng 1 năm 2017)                                                            | Solo Debut Mini Album | Jellyfish Entertainment               |
| 09   | Cinderella                 | HANG5VA                                       | Electronica                              | "Cinderella" (released ngày 9 tháng 1 năm 2017) | Debut Digital Single  | HANG5VA                               |
| 10   | Snow World                 | A-Daily                                       | Dance                                    | "White Snow Day" (released ngày 10 tháng 1 năm 2017) | 3rd Single Album      | DK Entertainment                      |
| 11   | Mystery of Venus           | HELLOVENUS                                    | Dance                                    | "Mysterious" (released ngày 11 tháng 1 năm 2017) | 6th Mini Album        | Fantagio                              |
| 12   | 77-1X3-00                  | Jun.K (2PM)                                   | R&B/Soul, Ballad, Rap/Hip-hop            | "Your Wedding" (released ngày 4 tháng 1 năm 2017) "No Shadow" (released ngày 12 tháng 1 năm 2017)                                                                                  | 2nd Full Album        | JYP Entertainment                     |
| 12   | Please Remember Me         | Year 7 Class 1                                | Ballad                                   | "Please Remember Me" (released ngày 12 tháng 1 năm 2017) | Digital Single        | Dareun Byeol Entertainment.           |
| 12   | I Dream                    | I (Cha Yoonji)                                | Dance                                    | "If You Wish Hard, It Will Come True" (ft. Tiger JK) (released ngày 12 tháng 1 năm 2017)                                                                                           | Debut Mini Album      | WM Entertainment                      |
| 12   | HAKUNAMATATA               | WALWARI                                       | Dance                                    | "HAKUNAMATATA" (released ngày 12 tháng 1 năm 2017) | Debut Digital Single  | 하이스타 Entertainment                |
| 12   | Hyung-Don's HIT MAKER      | Yong Jun-hyung (Highlight), Luna (f(x)), Doni | Ballad                                   | "Tell Me It's Okay" (released ngày 12 tháng 1 năm 2017) | Digital Single        | MBC Plus Media                        |
| 13   | Nightmare                  | Dream Catcher                                 | Rock, Ballad                             | "Chase Me" (released ngày 13 tháng 1 năm 2017) | Debut Single          | Happy Face Entertainment              |
| 15   | The Best Present           | Rain                                          | Dance                                    | "The Best Present" (released ngày 15 tháng 1 năm 2017) | Digital Single        | R.A.I.N. Company                      |
| 16   | YeoJin                     | Yeojin (LOOΠΔ)                                | Dance                                    | "Kiss Later" (released ngày 16 tháng 1 năm 2017) "My Sunday" (HeeJin and HyunJin) (released ngày 17 tháng 1 năm 2017) "My Melody" (ft. Haseul) (released ngày 18 tháng 1 năm 2017) | Pre-debut Single      | BlockBerry Creative                   |
| 16   | Love Affair                | Niel (Teen Top)                               | Dance                                    | "Love Affair" (ft. Giant Pink) (released ngày 16 tháng 1 năm 2017) | 2nd Mini Album        | TOP Media                             |
| 16   | Winter Story               | H2L                                           | Ballad                                   | "Winter Story" (released ngày 16 tháng 1 năm 2017) | Debut Digital Single  | Regolith Entertainment                |
| 17   | Party Tonight              | LAYSHA                                        | Dance                                    | "Party Tonight" (Remake ver.) (released ngày 17 tháng 1 năm 2017) | Digital Single        | JS Entertainment                      |
| 17   | Crystyle                   | CLC                                           | Dance                                    | "Hobgoblin" (released ngày 17 tháng 1 năm 2017) | 5th Mini Album        | Cube Entertainment                    |
| 17   | Don't Say No               | Seohyun (Girls' Generation)                   | Dance, Ballad, R&B/Soul, Rock            | "Don't Say No" (released ngày 17 tháng 1 năm 2017) | Solo Debut Mini Album | SM Entertainment                      |
| 17   | Hwarang OST Part. 6        | Yang Yo-seob (Highlight), Kim Ju-na           | Drama                                    | "The Divine Move" (released ngày 17 tháng 1 năm 2017) | Digital Single        | Sony Music                            |
| 18   | Notebook                   | Park Kyung (Block B)                          | Rap/Hip-hop                              | "When I'm With You" (Feat. Brother Su) (released ngày 18 tháng 1 năm 2017) "Memories" (Feat. Yoon Hyun-sang) (released ngày 18 tháng 1 năm 2017)                                   | 1st Mini Album        | Seven Seasons                         |
| 18   | Lean On Me                 | Kasper                                        | Rap/Hip Hop                              | "Lean On Me" (released ngày 18 tháng 1 năm 2017) | Debut Digital Single  | DSP Media                             |
| 18   | Downpour                   | I.O.I                                         | Ballad                                   | "Downpour" (released ngày 18 tháng 1 năm 2017) | Digital Single        | YMC Entertainment                     |
| 19   | Sira                       | Kang Sira                                     | Dance, Ballad                            | "Don't Wanna Forget" (released ngày 19 tháng 1 năm 2017) | Solo Debut Mini Album | ChungChunMusic                        |
| 19   | Honey Bee                  | Luna (f(x)), Hani (EXID), Solar (MAMAMOO)     | Dance                                    | "Honey Bee" (released ngày 19 tháng 1 năm 2017) | Digital Single        | Mystic Entertainment                  |
| 20   | W PROJECT                  | Joo Chan x So Yoon                            | Ballad                                   | "No one like you" (released ngày 20 tháng 1 năm 2017) | Digital Single        | Woollim Entertainment                 |
| 20   | Re:Boot                    | F.CUZ                                         | Dance                                    | "Pretty" (released ngày 20 tháng 1 năm 2017) | Digital Single        | 네잎클로버 Music                      |
| 21   | Goodbye                    | 2NE1                                          | Ballad                                   | "Goodbye" (released ngày 21 tháng 1 năm 2017) | Digital Single        | YG Entertainment                      |
| 21   | Goblin OST Part.14         | Heize                                         | Drama                                    | "Round And Round" (feat. Han Soo Ji) (released ngày 21 tháng 1 năm 2017) | Digital Single        | CJ E&M                                |
| 22   | Darling U                  | Yesung, Seulgi                                | R&B/Soul                                 | "Darling U" (released ngày 22 tháng 1 năm 2017) | Digital Single        | SM Entertainment                      |
| 22   | Pray                       | Gain (Brown Eyed Girls) & Jeff Bernat         | R&B/Soul                                 | "Pray" (released ngày 22 tháng 1 năm 2017) | Digital Single        | Mystic Entertainment                  |
| 23   | Season of Suffering        | San E                                         | Rap/Hip Hop                              | "I Am Me" (feat. Hwasa of MAMAMOO) (released ngày 23 tháng 1 năm 2017) | 3rd Mini Album        | Brand New Music                       |
| 23   | Don't Make Me Cry          | Jessi                                         | R&B/Soul                                 | "Don't Make Me Cry" (released ngày 23 tháng 1 năm 2017) | Digital Single        | YMC Entertainment                     |
| 24   | Ruby Ruby Love OST Part.1  | F.CUZ                                         | Drama                                    | "Barefoot" (released ngày 24 tháng 1 năm 2017) | Digital Single        | 네잎클로버 Music                      |
| 24   | Yes? No?                   | Suzy (miss A)                                 | R&B/Soul                                 | "Pretend" (released ngày 17 tháng 1 năm 2017) "Yes No Maybe" (released ngày 24 tháng 1 năm 2017)                                                                                   | Solo Debut Mini Album | JYP Entertainment                     |
| 24   | Mixxxture Project Vol.1    | Chen (EXO), Dynamic Duo                       | Rap/Hip Hop                              | "Nosedive" (released ngày 24 tháng 1 năm 2017) | Digital Single        | LOEN Entertainment, Amoeba Culture    |
| 24   | Hwarang OST Part.7         | Park Hyung-sik                                | Drama                                    | "I'll Be Here" (released ngày 24 tháng 1 năm 2017) | Digital Single        | Oh!Boy Project                        |
| 25   | IMFACTORY Part. 1          | IMFACT                                        | Ballad                                   | "In the Club" (released ngày 25 tháng 1 năm 2017) | 1st Digital Single    | Star Empire Entertainment             |
| 25   | Realistic                  | B.HEART                                       | Dance                                    | "I Don't Need" (released ngày 18 tháng 1 năm 2017) "Realistic" (released ngày 25 tháng 1 năm 2017)                                                                                 | Debut Mini Album      | Poong Entertainment                   |
| 25   | Boys and Girls Music Vol.1 | Sam Kim & Loco                                | R&B/Soul                                 | "Think About' Chu" (released ngày 25 tháng 1 năm 2017) | Digital Single        | Antenna Music                         |
| 25   | Broken                     | One Way                                       | Rap/Hip Hop                              | "Broken" (released ngày 25 tháng 1 năm 2017) | Digital Single        | One Way                               |
| 25   | You Seem Busy              | MelodyDay                                     | Ballad                                   | "You Seem Busy" (ft. Ilhoon (BTOB)) (released ngày 25 tháng 1 năm 2017) | Digital Single        | Cre.Ker Entertainment                 |
| 25   | Papillon                   | B:SKIT                                        | Dance                                    | "Papillon" (released ngày 25 tháng 1 năm 2017) | Debut Single Album    | G Creative                            |
| 26   | Dream                      | Kassy                                         | R&B/Soul                                 | "Dream" (released ngày 26 tháng 1 năm 2017) | Digital Single        | Nextar Entertainment                  |
| 26   | Shit                       | Masta Wu                                      | Rap/Hip Hop                              | "Shit" (ft. Dok2) (released ngày 26 tháng 1 năm 2017) | Digital Single        | XYZ Entertainment                     |
| 27   | Missing 9 OST Part.1       | Punch                                         | Drama                                    | "When My Loneliness Calls You" (released ngày 27 tháng 1 năm 2017) | Digital Single        | SM Entertainment                      |
| 27   | Blurred Lines              | Cheetah                                       | Rap/Hip-hop                              | "Blurred Lines" (ft. Hanhae) (released ngày 27 tháng 1 năm 2017) | Digital Single        | C9 Entertainment                      |
| 31   | Love Letter                | Huh Gak                                       | Ballad                                   | "Miss You" (released ngày 31 tháng 1 năm 2017) | 5th Mini Album        | Plan A Entertainment                  |
| 31   | You Are A Star Already     | Shin Ji-hoon                                  | Ballad                                   | "You Are A Star Already" (released ngày 31 tháng 1 năm 2017) | Digital Single        | Starline Entertainment                |
| 31   | Defendant OST              | Son Dong-woon (Highlight)                     | Drama                                    | "Dreaming Now" (released ngày 31 tháng 1 năm 2017) | Digital Single        | The Story Works, Signal Entertainment |

#### Tháng 2
| Date | Single / Album                       | Artist(s)                                 | Genre(s)                | Tên(s) | Note                     | Label(s)                                                    |
| ---- | ------------------------------------ | ----------------------------------------- | ----------------------- | --- | ------------------------ | ----------------------------------------------------------- |
| 01   | OO                                   | Zion.T                                    | R&B/Soul                | "The Song" (released ngày 1 tháng 2 năm 2017) | Mini Album               | THE BLACK LABEL                                             |
| 01   | Rookie                               | Red Velvet                                | R&B/Soul, Ballad, Dance | "Rookie" (released ngày 1 tháng 2 năm 2017) | 4th Mini Album           | SM Entertainment                                            |
| 01   | Hajima                               | Crown J                                   | Rap/Hip Hop             | "Hajima" (released ngày 1 tháng 2 năm 2017) | Digital Single           | Flyboy Entertainment                                        |
| 01   | Freedom                              | Rubber Soul                               | R&B/Soul                | "Freedom" (released ngày 1 tháng 2 năm 2017) | Digital Single           | With HC Entertainment                                       |
| 02   | Universe                             | Yoo Jae Hwan, Dongwoon (HIGHLIGHT)        | Ballad, Dance           | "Universe" (feat. Yoseob (HIGHLIGHT)) (released ngày 2 tháng 2 năm 2017)                                                                             | Single Album             | G-Park Entertainment, Around US Entertainment               |
| 02   | Saimdang, Light's Diary OST Part.1   | Hyemi (Fiestar)                           | Drama                   | "Back In The Day" (released ngày 2 tháng 2 năm 2017)                                                                                                 | Digital Single           | LOEN Entertainment, Emperor Entertainment Korea, HMI Co Ltd |
| 03   | Lost Without You                     | Mad Clown                                 | Rap/Hip-hop             | "Lost Without You" (ft. Bolbbalgan4) (released ngày 3 tháng 2 năm 2017)                                                                              | Digital Single           | Starship Entertainment                                      |
| 03   | Curtain                              | Suho, Song Young Joo                      | Ballad                  | "Curtain" (released ngày 3 tháng 2 năm 2017) | Digital Single           | SM Entertainment                                            |
| 04   | Tina                                 | MASC                                      | Dance                   | "Tina" (released ngày 4 tháng 2 năm 2017) | Digital Single           | JJ Holic Media                                              |
| 04   | Zombie High                          | Grace                                     | Rap/Hip-Hop             | "Zombie High" (released ngày 4 tháng 2 năm 2017) | Digital Single           | YYAC Entertainment                                          |
| 06   | Every DAY6 February                  | DAY6                                      | Rock                    | "You Were Beautiful" (released ngày 6 tháng 2 năm 2017)                                                                                              | Monthly Single           | JYP Entertainment                                           |
| 06   | Burning Sensation                    | SF9                                       | Dance                   | "Roar" (released ngày 6 tháng 2 năm 2017) | 1st Mini Album           | FNC Entertainment                                           |
| 06   | Yesterday                            | Block B                                   | Dance                   | "Yesterday" (released ngày 6 tháng 2 năm 2017) | Digital Single           | Seven Seasons                                               |
| 06   | Stalker                              | 1NB                                       | R&B/Soul                | "Stalker" (released ngày 6 tháng 2 năm 2017) | Pre-debut Single         | Trivus Entertainment                                        |
| 07   | The First Person                     | Jung Joon-young                           | Ballad, Rock            | "Echo" (released ngày 7 tháng 2 năm 2017) "You and Me" (ft.Jang Hye-jin) (released ngày 7 tháng 2 năm 2017)                                          | 1st Full Album           | C9 Entertainment                                            |
| 07   | Hwarang OST Part.9                   | Park Seo-joon                             | Drama                   | "Our Tears" (released ngày 7 tháng 2 năm 2017) | Digital Single           | Oh!Boy Project                                              |
| 07   | Introverted Boss OST Part.3          | Sandeul (B1A4)                            | Drama                   | "One More Step" (released ngày 7 tháng 2 năm 2017)                                                                                                   | Digital Single           | CJ E&M                                                      |
| 07   | PITAPAT                              | PITAPAT                                   | Dance                   | "Sign" (released ngày 7 tháng 2 năm 2017) | Debut Digital Single     | PITAPAT Entertainment                                       |
| 08   | Mirror                               | CROSS GENE                                | Dance                   | "White Mind" (released ngày 31 tháng 1 năm 2017) "Black Mind" (released ngày 3 tháng 2 năm 2017) "Black Or White" (released ngày 8 tháng 2 năm 2017) | 4th Mini Album           | Amuse Korea                                                 |
| 08   | Becoming Prettier Before             | Six Bomb                                  | Dance                   | "Becoming Prettier Before" (released ngày 8 tháng 2 năm 2017)                                                                                        | Digital Single           | Pace Maker Entertainment                                    |
| 08   | You Can Rest                         | Crucial Star                              | R&B/Soul                | "You Can Rest" (ft. Babylon) (released ngày 8 tháng 2 năm 2017)                                                                                      | Digital Single           | C-JeS Entertainment                                         |
| 08   | Crazy                                | Skull                                     | Dance                   | "Crazy" (feat. Verbal Jint, KittiB) (released ngày 8 tháng 2 năm 2017)                                                                               | Digital Single           | QUAN Entertainment                                          |
| 09   | Girl Gang                            | H.U.B                                     | Dance                   | "The time we spent together" (ngày 24 tháng 11 năm 2016) "Girl Gang" (released ngày 9 tháng 2 năm 2017)                                              | Debut Digital Single     | New Planet Entertainment                                    |
| 09   | The First                            | NCT Dream                                 | Dance                   | "My First And Last" (released ngày 9 tháng 2 năm 2017)                                                                                               | 1st Single Album         | SM Entertainment                                            |
| 09   | Smile                                | V.O.S                                     | Ballad                  | "Smile" (released ngày 9 tháng 2 năm 2017) | Digital Single           | Happy Face Entertainment                                    |
| 10   | Draw Me                              | Wonder Girls                              | Ballad                  | "Draw Me" (released ngày 10 tháng 2 năm 2017) | Digital Single           | JYP Entertainment                                           |
| 10   | Don't Leave                          | BEATWIN                                   | Ballad                  | "Don't Leave" (released ngày 10 tháng 2 năm 2017) | Digital Single           | Heavenly Star Contents                                      |
| 10   | Crossroads                           | Sunny Hill                                | Ballad                  | "Crossroads" (released ngày 10 tháng 2 năm 2017) | Digital Single           | FAVE Entertainment                                          |
| 10   | The Universe's Star OST              | Suho (EXO)                                | Drama                   | "The Moment I First Saw" (feat. Remi) (released ngày 10 tháng 2 năm 2017)                                                                            | Digital Single           | Snow Music, SM Entertainment                                |
| 11   | Tomorrow With You OST Part.1         | Seo In-guk                                | Drama                   | "Flower" (released ngày 11 tháng 2 năm 2017) | Digital Single           | CJ E&M                                                      |
| 11   | Card Captor Sakura                   | Dawngongbang                              | Folk                    | "Card Captor Sakura" (released ngày 11 tháng 2 năm 2017)                                                                                             | Digital Single           | Korean Roulette, Brand New Music                            |
| 12   | LISTEN 005 Snowball                  | PERC%NT                                   | R&B/Soul                | "Snowball" (released ngày 12 tháng 2 năm 2017) | Digital Single           | Mystic Entertainment                                        |
| 13   | Wings: You Never Walk Alone          | BTS                                       | Rap/Hip-hop             | "Spring Day" (released ngày 13 tháng 2 năm 2017) "Not Today" (released ngày 20 tháng 2 năm 2017)                                                     | 2nd Album Repackage      | Big Hit Entertainment                                       |
| 13   | B.I.G Rebirth                        | B.I.G                                     | Dance                   | "1.2.3" (released ngày 13 tháng 2 năm 2017) | 5th Single Album         | GH Entertainment                                            |
| 13   | W PROJECT                            | Jang Jun x Young Taek                     | Rap/Hip-hop             | "Drought" (ft. BéE) (released ngày 13 tháng 2 năm 2017)                                                                                              | Digital Single           | Woollim Entertainment                                       |
| 13   | Puggy Now                            | BiSTAR                                    | Rap/Hip-hop             | "Puggy Now" (released ngày 13 tháng 2 năm 2017) | Debut Digital Single     | New Story Music                                             |
| 14   | Stardom                              | BIGFLO                                    | Dance                   | "Stardom" (released ngày 14 tháng 2 năm 2017) | 4th Mini Album           | HO Company                                                  |
| 14   | Rain                                 | Soyou (Sistar) x Baekhyun (EXO)           | Ballad                  | "Rain" (released ngày 14 tháng 2 năm 2017) | Digital Single           | Starship Entertainment                                      |
| 14   | Dark Chocolate                       | Moon Kim (Royal Pirates)                  | R&B/Soul                | "Dark Chocolate" (released ngày 14 tháng 2 năm 2017)                                                                                                 | Solo Single Album        | Apple of The Eye Co.                                        |
| 14   | Introverted Boss OST Part.4          | Park Bo-ram                               | Drama                   | "Isn't She Lovely" (released ngày 14 tháng 2 năm 2017)                                                                                               | Digital Single           | CJ E&M                                                      |
| 15   | Kiss on the lips                     | MelodyDay                                 | Dance                   | "Kiss on the lips" (released ngày 15 tháng 2 năm 2017)                                                                                               | 2nd Mini Album           | Cre.Ker Entertainment                                       |
| 15   | Barbie Girl                          | VARIOUS                                   | Dance                   | "Barbie Girl" (released ngày 15 tháng 2 năm 2017) | Digital Single           | Cowl Entertainment                                          |
| 15   | I Don't Wanna Love You               | Krystal (f(x)), June One Kim (Glen Check) | R&B/Soul                | "I Don't Wanna Love You" (released ngày 15 tháng 2 năm 2017)                                                                                         | Digital Single           | Soundholic Entertainment                                    |
| 15   | Ring Me Up                           | Navi                                      | Ballad                  | "Ring Me Up" (released ngày 15 tháng 2 năm 2017) | Digital Single           | Sebunguri Entertainment                                     |
| 16   | K.A.R.D Project Vol.2                | K.A.R.D                                   | Dance                   | "Don't Recall" (released ngày 16 tháng 2 năm 2017)                                                                                                   | 2nd Digital Single       | DSP Media                                                   |
| 16   | Band Aid                             | MC Mong x Huh Gak                         | Rap/Hip-hop             | "Band Aid" (released ngày 16 tháng 2 năm 2017) | Digital Single           | Dream T Entertainment                                       |
| 16   | Missing 9 OST Part.2                 | Chen (EXO)                                | Drama                   | "I'm Not Okay" (released ngày 16 tháng 2 năm 2017)                                                                                                   | Digital Single           | SM Entertainment                                            |
| 16   | Graduation Picture                   | Kim Jin-ho (SG Wannabe)                   | Ballad                  | "Graduation Picture" (released ngày 16 tháng 2 năm 2017)                                                                                             | Digital Single           | B2M Entertainment, CJ E&M                                   |
| 16   | Topping Girl                         | Awesome                                   | Dance                   | "Topping Girl" (released ngày 16 tháng 2 năm 2017)                                                                                                   | Debut Digital Single     | MIDUM Entertainment                                         |
| 17   | Limbo                                | Dean                                      | R&B/Soul                | "Limbo" (ft. Baek Yerin) (released ngày 17 tháng 2 năm 2017)                                                                                         | Single Album             | Joombas Co Ltd. & Universal                                 |
| 17   | I'm Still - `URBAN HYMNS`            | EDEN                                      | R&B/Soul                | "I'm Still" (ft. Kwon Jin-ah) (released ngày 17 tháng 2 năm 2017) "Stand Up" (ft. Babylon) (released ngày 17 tháng 2 năm 2017)                       | Debut Single             | KQ PRODUCE                                                  |
| 17   | Man Of Legend                        | New Town Boyz                             | Rap/Hip-hop             | "Shall We Dance" (released ngày 31 tháng 1 năm 2017) "Like A Birthday" (released ngày 17 tháng 2 năm 2017)                                           | 1st Full Album           | 행복한 Entertainment                                        |
| 18   | VENUS                                | VAV                                       | Dance                   | "Dance with me" (released ngày 18 tháng 2 năm 2017)                                                                                                  | Digital Single           | A Team Entertainment                                        |
| 18   | Guys can't forget love               | L.A.U                                     | Ballad                  | "Guys can't forget love" (released ngày 18 tháng 2 năm 2017)                                                                                         | Digital Single           | HY Entertainment                                            |
| 18   | Our Gap-soon OST Part.15             | Berry Good                                | Drama                   | "Hello" (released ngày 18 tháng 2 năm 2017) | Digital Single           | Donuts Culture                                              |
| 19   | Unspoken                             | Yang Da-il                                | R&B/Soul                | "Unspoken" (released ngày 18 tháng 2 năm 2017) | Digital Single           | Brand New Music                                             |
| 20   | TWICEcoaster: LANE 2                 | TWICE                                     | Dance                   | "Knock Knock" (released ngày 20 tháng 2 năm 2017) | 3rd Mini Album Repackage | JYP Entertainment                                           |
| 20   | Love You (bye)                       | CHEEZE                                    | Ballad                  | "Love You (bye)" (released ngày 20 tháng 2 năm 2017)                                                                                                 | Digital Single           | Magic Strawberry Sound                                      |
| 20   | Tears                                | Monday Kiz, Kim Na-young                  | Ballad                  | "Tears" (released ngày 20 tháng 2 năm 2017) | Digital Single           | Rainbow Bridge World                                        |
| 21   | Fall, In Girl Vol.3                  | Hwang Chi-yeul, Seulgi (Red Velvet)       | Dance                   | "Our Story" (feat. Kassy) (released ngày 21 tháng 2 năm 2017)                                                                                        | Digital Single           | HOW Entertainment                                           |
| 21   | Wonder Land                          | Yun (Lunafly)                             | R&B/Soul                | "Wonder Land" (released ngày 21 tháng 2 năm 2017) | Digital Single           | Luce Entertainment                                          |
| 21   | Solar's Emotion Part.4               | Solar (Mamamoo)                           | Ballad                  | "Happy People" (released ngày 21 tháng 2 năm 2017)                                                                                                   | Digital Single           | Rainbow Bridge World                                        |
| 21   | What If                              | San E                                     | Rap/Hip-hop             | "What If" (released ngày 21 tháng 2 năm 2017) | Digital Single           | Brand New Music                                             |
| 21   | First Match                          | MATCH UP                                  | Ballad, Rock            | "하기 힘든 말" (released ngày 21 tháng 2 năm 2017)                                                                                                   | Debut Single Album       | Bridge Sound Entertainment                                  |
| 21   | Only I Love You                      | WeAreYoung                                | Folk                    | "Only I Love You" (released ngày 21 tháng 2 năm 2017)                                                                                                | Debut Digital Single     | MY Music                                                    |
| 22   | Winter Dream                         | ASTRO                                     | Dance                   | "Again" (released ngày 22 tháng 2 năm 2017) | Single Album             | Fantagio                                                    |
| 22   | Sketchbook                           | 100%                                      | Dance                   | "Sketch U" (released ngày 22 tháng 2 năm 2017) | 4th Mini Album           | TOP Media                                                   |
| 22   | Just Thinking About You              | Vanilla Acoustic                          | Folk                    | "Just Thinking About You" (released ngày 22 tháng 2 năm 2017)                                                                                        | Digital Single           | Shofar Music                                                |
| 23   | An Obvious Melo                      | Gavy NJ                                   | Ballad, Dance           | "An Obvious Melo" (released ngày 23 tháng 2 năm 2017)                                                                                                | Mini Album               | Goodfellas Entertainment                                    |
| 23   | Let Me Love You                      | Junggigo, Chanyeol (EXO)                  | R&B/Soul                | "Let Me Love You" (released ngày 23 tháng 2 năm 2017)                                                                                                | Digital Single           | Starship Entertainment                                      |
| 23   | Circle's Dream                       | Subin (Dal Shabet)                        | Ballad                  | "Circle's Dream" (released ngày 23 tháng 2 năm 2017) "Strawberry" (released ngày 23 tháng 2 năm 2017)                                                | Single Album             | Happy Face Entertainment                                    |
| 23   | Guess I Loved You                    | 2BiC                                      | R&B/Soul                | "Guessed I Loved You" (released ngày 23 tháng 2 năm 2017)                                                                                            | 6th Mini Album           | Nextar Entertainment                                        |
| 23   | Flow                                 | Day'stAr                                  | Ballad                  | "Flow" (released ngày 23 tháng 2 năm 2017) | Debut Digital Single     | Monday Entertainment                                        |
| 24   | Tears                                | Lee Si Eun                                | Ballad                  | "Tears" (ft. Jung Seung Hwan) (released ngày 24 tháng 2 năm 2017)                                                                                    | Debut Single             | HF Music Company                                            |
| 24   | You Are Not Here                     | ALi, Yesung (Super Junior)                | Ballad                  | "You Are Not Here" (released ngày 24 tháng 2 năm 2017)                                                                                               | Digital Single           | Juice Entertainment, SM Entertainment                       |
| 24   | 2017 Monthly Yoon Jong Shin February | Yoon Jong-shin, Zico (Block B)            | Ballad                  | "Wi-Fi" (released ngày 24 tháng 2 năm 2017) | Digital Single           | Mystic Entertainment                                        |
| 25   | Strong Woman Do Bong-soon OST Part.1 | Eunji (Apink)                             | Drama                   | "You're My Garden" (released ngày 25 tháng 2 năm 2017)                                                                                               | Digital Single           | JTBC                                                        |
| 25   | Tomorrow With You OST Part.2         | Kim Feel                                  | Drama                   | "With You" (released ngày 25 tháng 2 năm 2017) | Digital Single           | CJ E&M                                                      |
| 26   | So, You                              | April                                     | Dance                   | "So, You" (released ngày 26 tháng 2 năm 2017) | Digital Single           | DSP Media                                                   |
| 26   | R U Ready?                           | Lovelyz                                   | Dance                   | "WoW!" (released ngày 26 tháng 2 năm 2017) | 2nd Full Album           | Woollim Entertainment                                       |
| 27   | Blessed                              | HIGH4                                     | Dance                   | "Love Line" (released ngày 27 tháng 2 năm 2016) | 2nd Mini Album           | N.A.P Entertainment                                         |
| 27   | IMFACTORY Part. 2                    | IMFACT                                    | R&B/Soul                | "Please Be My First Love" (released ngày 27 tháng 2 năm 2017)                                                                                        | 2nd Digital Single       | Star Empire Entertainment                                   |
| 27   | Act. 2 Narcissus                     | gu9udan                                   | Dance                   | "A Girl Like Me" (released ngày 27 tháng 2 năm 2017)                                                                                                 | 2nd Mini Album           | Jellyfish Entertainment                                     |
| 27   | Reminiscing                          | Ailee                                     | Ballad                  | "Reminiscing" (released ngày 27 tháng 2 năm 2017) | Digital Single           | YMC Entertainment                                           |
| 28   | My Voice                             | Taeyeon (Girls' Generation)               | R&B                     | "I Got Love" (released ngày 18 tháng 2 năm 2017) "Fine" (released ngày 28 tháng 2 năm 2017)                                                          | 1st Full Album           | SM Entertainment                                            |
| 28   | Muggle's Mansion                     | Code Kunst                                | Rap/Hip-hop             | "Fire Water" (Feat. Tablo, G.Soul) (released ngày 28 tháng 2 năm 2017)                                                                               | 3rd Full Album           | HIGHGRND                                                    |
| 28   | Don't wait for your love             | Suzy (miss A), Park Won                   | Ballad                  | "Don't wait for your love" (released ngày 28 tháng 2 năm 2017)                                                                                       | Digital Single           | Makeus Entertainment                                        |

#### Tháng 3
| Date | Single / Album                                                   | Artist(s)                                | Genre(s)                  | Tên(s) | Note                 | Label(s)                                        |
| ---- | ---------------------------------------------------------------- | ---------------------------------------- | ------------------------- | --- | -------------------- | ----------------------------------------------- |
| 02   | Ready                                                            | VICTON                                   | Dance, Ballad             | "Eyez Eyez" (released ngày 2 tháng 3 năm 2017) | 2nd Mini Album       | Plan A Entertainment                            |
| 02   | K.A.R.D Project Vol.2 (Hidden Ver.)                              | K.A.R.D                                  | Dance                     | "Don't Recall" (Hidden Ver.) (released ngày 2 tháng 3 năm 2017) | Digital Single       | DSP Media                                       |
| 02   | Saimdang, Light's Diary OST Part.6                               | Lee Soo (MC the Max)                     | Drama                     | "Everlasting Love" (released ngày 2 tháng 3 năm 2017) | Digital Single       | LOEN Entertainment, Emperor Entertainment Korea |
| 02   | PARKJIYOON9                                                      | Park Ji Yoon                             | Folk, Modern Rock, Ballad | "Without You" (released ngày 2 tháng 3 năm 2017) | 9th Album            | Park Ji Yoon Creative                           |
| 03   | Hwang Ya                                                         | Hwang In Sun                             | Dance                     | "Hwang Ya" (released ngày 3 tháng 3 năm 2017) | 3rd Single Album     | Show Works Entertainment                        |
| 03   | Missing 9 OST Part.3                                             | Gain (Brown Eyed Girls)                  | Drama                     | "Kiss Or Kill" (released ngày 3 tháng 3 năm 2017) | Digital Single       | SM Entertainment                                |
| 03   | Good Manager OST Part.4                                          | GB9, Kim So-hee                          | Drama                     | "Will You Love Me" (released ngày 3 tháng 3 năm 2017) | Digital Single       | The Groove Korea                                |
| 03   | Prism                                                            | BLANC7                                   | Dance                     | "Yeah" (released ngày 3 tháng 3 năm 2017) | Debut Single Album   | Jackpot Entertainment                           |
| 04   | Look Into Your Eyes                                              | Ra.D                                     | Ballad                    | "Look Into Your Eyes" (released ngày 4 tháng 3 năm 2017) | Digital Single       | Mystic Entertainment                            |
| 05   | Voice OST Part.3                                                 | Changmo                                  | Drama                     | "I'm All Ears" (released ngày 5 tháng 3 năm 2017) | Digital Single       | CJ E&M                                          |
| 06   | Every DAY6 March                                                 | DAY6                                     | Rock                      | "How Can I Say" (released ngày 6 tháng 3 năm 2017) | Monthly Single       | JYP Entertainment                               |
| 06   | Feel'eM                                                          | BTOB                                     | Dance, Ballad             | "Someday" (released ngày 24 tháng 2 năm 2017) "Movie" (released ngày 6 tháng 3 năm 2017) | 10th Mini Album      | Cube Entertainment                              |
| 06   | The Awakening                                                    | GFRIEND                                  | Dance                     | "Fingertip" (released ngày 6 tháng 3 năm 2017) | 4th Mini Album       | Source Music                                    |
| 07   | Rose                                                             | B.A.P                                    | Dance, Rock               | "Wake Me Up" (released ngày 7 tháng 3 năm 2017) | 6th Single Album     | TS Entertainment                                |
| 07   | Rollin'                                                          | Brave Girls                              | Dance, R&B/Soul           | "Rollin'" (released ngày 7 tháng 3 năm 2017) | 4th Mini Album       | Brave Entertainment                             |
| 07   | Rebel: Thief Who Stole the People OST Part.4                     | Minzy                                    | Drama                     | "I Wanted To Love" (released ngày 7 tháng 3 năm 2017) | Digital Single       | Snow Entertainment                              |
| 08   | AM To PM 5-11-1                                                  | Kim Hyung-jun (SS501)                    | R&B/Soul                  | "Count On You" (released ngày 8 tháng 3 năm 2017) | 3rd Mini Album       | CI Entertainment                                |
| 08   | Without U                                                        | ROMEO                                    | Dance                     | "Without U" (released ngày 8 tháng 3 năm 2017) | 4th Mini Album       | CT Entertainment                                |
| 08   | Empty                                                            | Jungkey                                  | Ballad                    | "Anymore" (ft. Wheein of MAMAMOO) (released ngày 8 tháng 3 năm 2017) | Single Album         | Those Records                                   |
| 08   | Hulk Hogan                                                       | Jay Park                                 | Rap/Hip-hop               | "Hulk Hogan" (released ngày 8 tháng 3 năm 2017) | Digital Single       | AOMG                                            |
| 09   | You, Who?                                                        | Eric Nam, Somi                           | R&B/Soul, Ballad          | "You, Who?" (released ngày 9 tháng 3 năm 2017) | Digital Single       | CJ E&M                                          |
| 09   | Pick Me                                                          | Produce 101 (Season 2)                   | Dance                     | "Pick Me" (released ngày 9 tháng 3 năm 2017) | Digital Single       | CJ E&M                                          |
| 09   | Love Diary                                                       | Acourve                                  | Ballad                    | "I Want To Go To You" (released ngày 9 tháng 3 năm 2017) "Over & Over" (ft. Fascy) (released ngày 9 tháng 3 năm 2017) | Single Album         | Bridge Media                                    |
| 10   | Always By Lee Min Ho                                             | Lee Minho                                | Ballad                    | "Always" (released ngày 10 tháng 3 năm 2017) | Digital Single       | MYM Entertainment                               |
| 11   | Jekyll & Hyde                                                    | Justin Oh                                | EDM                       | "Jekyll & Hyde" (ft. Hyolyn of SISTAR) (released ngày 11 tháng 3 năm 2017) | Digital Single       | Spinnin' Records                                |
| 11   | Strong Woman Do Bong-soon OST Part.3                             | Standing Egg                             | Drama                     | "Wonder" (released ngày 11 tháng 3 năm 2017) | Digital Single       | JTBC                                            |
| 11   | High School Rapper Regional Competition Part.1                   | Deepflow, Wonwoo, Inseol, Dongmin        | Rap/Hip-hop               | "Seoul Tour" (released ngày 11 tháng 3 năm 2017) | Compilation Album    | CJ E&M                                          |
| 11   | High School Rapper Regional Competition Part.1                   | YDG, Choi, YoungW, Evil                  | Rap/Hip-hop               | "진또배기" (released ngày 11 tháng 3 năm 2017) | Compilation Album    | CJ E&M                                          |
| 12   | Cross Country OST Part.1                                         | HA:TFELT                                 | Drama                     | "Thru The Sky" (released ngày 12 tháng 3 năm 2017) | Digital Single       | LOEN Entertainment                              |
| 13   | Flight Log: Arrival                                              | GOT7                                     | Dance, R&B/Soul           | "Never Ever" (released ngày 13 tháng 3 năm 2017) | 6th Mini Album       | JYP Entertainment                               |
| 13   | Manifest                                                         | MVP                                      | Dance                     | "Take It" (released ngày 13 tháng 3 năm 2017) | Debut Mini Album     | PH Entertainment                                |
| 13   | Love&Live                                                        | LOOΠΔ 1/3                                | Dance, Ballad             | "Love & Live" (released ngày 13 tháng 3 năm 2017) | 1st Mini Album       | BlockBerry Creative                             |
| 14   | More Beautiful Thing                                             | Jung Joon-il                             | Ballad                    | "Wish" (released ngày 14 tháng 3 năm 2017) | 3rd Full Album       | MYmusic Entertainment                           |
| 14   | Angel                                                            | Sooyoon (aka EXSY) (Royal Pirates)       | R&B/Soul                  | "Angel" (released ngày 14 tháng 3 năm 2017) | Digital Single       | Apple Of The Eye Co.                            |
| 14   | Wake Up Call                                                     | VROMANCE                                 | Folk                      | "Wake Up Call" (released ngày 14 tháng 3 năm 2017) | Digital Single       | Rainbow Bridge World                            |
| 14   | UNO                                                              | BewhY, Big K.R.I.T.                      | Rap/Hip-hop               | "UNO" (released ngày 14 tháng 3 năm 2017) | Digital Single       | MNC Records                                     |
| 15   | Coming To You Live                                               | DPR Live                                 | Rap/Hip-Hop               | "Know Me" (ft. Dean) (released ngày 2 tháng 3 năm 2017) "Please" (ft. Kim Hyo-eun, G2, Dumbfoundead) (released ngày 8 tháng 3 năm 2017) "Right Here Right Now" (ft. Loco & Jay Park) (released ngày 15 tháng 3 năm 2017) "Laputa" (ft. Crush) (released ngày 15 tháng 3 năm 2017) | Debut Album          | DPR                                             |
| 15   | The Unexpected Meeting Part.8                                    | Yang Hee-eun x Akdong Musician           | Ballad                    | "The Tree" (released ngày 15 tháng 3 năm 2017) | Digital Single       | Yang Hee Eun                                    |
| 15   | The Official Song Of The FIFA U-20 World Cup Korea Republic 2017 | NCT Dream                                | Dance                     | "Trigger The Fever" (released ngày 15 tháng 3 năm 2017) | Digital Single       | SM Entertainment                                |
| 16   | Becoming Prettier After                                          | Six Bomb                                 | Dance                     | "Becoming Prettier After" (released ngày 16 tháng 3 năm 2017) | Digital Single       | Pace Maker Entertainment                        |
| 16   | Love Is A Dog From Hell                                          | Mad Clown                                | Rap/Hip-hop               | "Love Is A Dog From Hell" (ft. Suran) (released ngày 16 tháng 3 năm 2017) | 4th Mini Album       | Starship Entertainment                          |
| 16   | Spring Again                                                     | Cao Lu (Fiestar), Yerin (GFriend), Kisum | Folk                      | "Spring Again" (released ngày 16 tháng 3 năm 2017) | Digital Single       | FAVE Entertainment                              |
| 16   | Butterfly Effect                                                 | Seven O'Clock (SOC)                      | Dance, Ballad             | "Echo" (released ngày 16 tháng 3 năm 2017) | Debut Mini Album     | STARO Entertainment                             |
| 16   | Funky Music                                                      | BABA                                     | Dance                     | "Funky Music" (released ngày 16 tháng 3 năm 2017) | Digital Single       | PR Entertainment                                |
| 17   | First Love                                                       | Standing Egg                             | Folk                      | "네 생각 나더라" (released ngày 17 tháng 3 năm 2017) | Digital Single       | BOM                                             |
| 17   | So It Is                                                         | Hwanhee (Fly to the Sky)                 | Ballad                    | "So It Is" (released ngày 17 tháng 3 năm 2017) | Digital Single       | H2 Media                                        |
| 17   | Strong Woman Do Bong-soon OST Part.4                             | Kim Chungha                              | Drama                     | "Pit-A-Pat" (released ngày 17 tháng 3 năm 2017) | Digital Single       | JTBC                                            |
| 18   | Girlfriend                                                       | Henry (Super Junior-M)                   | R&B/Soul                  | "Girlfriend" (released ngày 18 tháng 3 năm 2017) | Digital Single       | SM Entertainment                                |
| 18   | High School Rapper Regional Competition Part.2                   | Jessi, MC Gree                           | Rap/Hip-hop               | "I'm Good" (released ngày 18 tháng 3 năm 2017) | Compilation Album    | CJ E&M                                          |
| 18   | High School Rapper Regional Competition Part.2                   | Mad Clown, Kim Sung Jae                  | Rap/Hip-hop               | "Bully" (released ngày 18 tháng 3 năm 2017) | Compilation Album    | CJ E&M                                          |
| 18   | High School Rapper Regional Competition Part.2                   | Giriboy, Xitsuh, Young B                 | Rap/Hip-hop               | "Bunzi" (released ngày 18 tháng 3 năm 2017) | Compilation Album    | CJ E&M                                          |
| 18   | High School Rapper Regional Competition Part.2                   | Swings, Osshun Gum                       | Rap/Hip-hop               | "Naw Mean" (released ngày 18 tháng 3 năm 2017) | Compilation Album    | CJ E&M                                          |
| 19   | Cross Country OST Part.2                                         | Kim Bohyung (SPICA)                      | Drama                     | "Like A Child" (released ngày 19 tháng 3 năm 2017) | Digital Single       | LOEN Entertainment                              |
| 19   | Faded                                                            | Cheska                                   | Rap/Hip-hop               | "Faded" (ft. Ja Mezz) (released ngày 19 tháng 3 năm 2017) | Digital Single       | GRANDLINE                                       |
| 20   | Can You Feel It?                                                 | Highlight                                | Dance, Ballad, R&B/Soul   | "It's Still Beautiful" (released ngày 13 tháng 3 năm 2017) "Plz Don't Be Sad" (released ngày 20 tháng 3 năm 2017) | 1st Mini Album       | Around US Entertainment                         |
| 20   | 7°CN                                                             | CNBLUE                                   | Rock                      | "Between Us" (released ngày 20 tháng 3 năm 2017) | 7th Mini Album       | FNC Entertainment                               |
| 20   | Alive                                                            | J-Min                                    | Acoustic Ballad           | "Alive" (released ngày 20 tháng 3 năm 2017) | Digital Single       | SM Entertainment                                |
| 20   | The Liar and His Lover OST Part.1                                | Joy (Red Velvet)                         | Drama                     | "Fox" (released ngày 20 tháng 3 năm 2017) | Digital Single       | CJ E&M                                          |
| 20   | Pastel Reflection                                                | Jinho                                    | Ballad                    | "All Alone" (released ngày 20 tháng 3 năm 2017) | Mini Album           | Memorable                                       |
| 21   | Hi! Pristin                                                      | PRISTIN                                  | Dance                     | "Wee Woo" (released ngày 21 tháng 3 năm 2017) | Debut Mini Album     | Pledis Entertainment                            |
| 21   | The Clan 2.5 The Final Chapter                                   | MONSTA X                                 | Dance, Rap/Hip-hop        | "Beautiful" (released ngày 21 tháng 3 năm 2017) | 1st Full Album       | Starship Entertainment                          |
| 22   | Popcorn                                                          | LipBubble                                | Dance                     | "Popcorn" (released ngày 22 tháng 3 năm 2017) | Debut Digital Single | Zenith Media                                    |
| 22   | Cricket Song                                                     | Moon Hyuna                               | Electronica, Folk         | "Cricket Song" (released ngày 22 tháng 3 năm 2017) | Digital Single       | Moongom House, Daynite Records                  |
| 22   | 5 More Minutes                                                   | Sanchez (Phantom)                        | R&B/Soul                  | "5 More Minutes" (feat. Beenzino) (released ngày 22 tháng 3 năm 2017) | Digital Single       | Brand New Music                                 |
| 22   | B-Day                                                            | LUCY                                     | Dance                     | "B-Day" (ft. Kisum) (released ngày 22 tháng 3 năm 2017) | Debut Single         | KQ PRODUCE                                      |
| 22   | We Were Us                                                       | Sugarbowl                                | Ballad                    | "We Were Us" (released ngày 22 tháng 3 năm 2017) | Digital Single       | Lovewell Records                                |
| 22   | Saxophone Magic                                                  | Park Myeong-su, DinDin, Danny Jung       | Electronica               | "Saxophone Magic" (ft. Yoo Jae-hwan, Cho Hee) (released ngày 22 tháng 3 năm 2017) | Digital Single       | G-Park Entertainment                            |
| 23   | Perfect                                                          | Soyou (SISTAR), Letter flow              | Folk                      | "Perfect" (released ngày 23 tháng 3 năm 2017) | Digital Single       | Shofar Music                                    |
| 23   | Look At It                                                       | Superbee, myunDo                         | Rap/Hip-hop               | "Look At It" (released ngày 23 tháng 3 năm 2017) | Digital Single       | Bugs                                            |
| 23   | My Lite                                                          | Reddy                                    | Rap/Hip-hop               | "My Lite" (ft. A.C.T.) (released ngày 23 tháng 3 năm 2017) | Digital Single       | Hi-Lite Records                                 |
| 23   | Saimdang, Light's Diary OST Part.8                               | Melody Day                               | Drama                     | "The Song Of The Star" (released ngày 23 tháng 3 năm 2017) | Digital Single       | LOEN Entertainment, Emperor Entertainment Korea |
| 24   | 2017 Monthly Yoon Jong Shin March                                | Yoon Jong-shin, Forte di Quattro         | Ballad                    | "Last Moment" (released ngày 24 tháng 3 năm 2017) | Monthly Single       | Mystic Entertainment                            |
| 24   | Strong Woman Do Bong-soon OST Part.5                             | MAMAMOO                                  | Drama                     | "Double Trouble Couple" (released ngày 24 tháng 3 năm 2017) | Digital Single       | JTBC                                            |
| 24   | Play                                                             | M Blossom                                | Ballad, Dance             | "Hazelnut" (released ngày 24 tháng 3 năm 2017) | Debut Mini Album     | M BLOSSOM                                       |
| 25   | Beatful Life                                                     | DJ Juice                                 | Rap/Hip-hop               | "Beautiful Life" (ft. San E, Verbal Jint, Babylon) (released ngày 25 tháng 3 năm 2017) "BEATful Life" (ft. Verbal Jint, Nuksubshanee) (released ngày 25 tháng 3 năm 2017) | Full Album           | Brand New Music                                 |
| 26   | Cross Country OST Part.3                                         | Suran                                    | Drama                     | "Still Breathe" (released ngày 26 tháng 3 năm 2017) | Digital Single       | LOEN Entertainment                              |
| 26   | Lucky Man                                                        | The Boss                                 | Ballad                    | "Lucky Man" (released ngày 26 tháng 3 năm 2017) | Digital Single       | Xing Entertainment                              |
| 27   | Girl's Day Everyday #5                                           | GIRL'S DAY                               | Dance                     | "I'll Be Yours" (released ngày 27 tháng 3 năm 2017) | 5th Mini Album       | DreamT Entertainment                            |
| 27   | Better Together                                                  | Seo In-guk                               | Ballad                    | "Better Together" (released ngày 27 tháng 3 năm 2017) | Digital Single       | Jellyfish Entertainment                         |
| 27   | The Liar and His Lover (TV series) OST Part.2                    | Joy (Red Velvet)                         | Drama                     | "I'm OK" (ft. Lee Hyun-woo) (released ngày 27 tháng 3 năm 2017) | Digital Single       | CJ E&M                                          |
| 27   | Wanna Love You                                                   | Paul Kim                                 | R&B/Soul                  | "Wanna Love You" (released ngày 27 tháng 3 năm 2017) | Digital Single       | Neuron Music                                    |
| 27   | Hey, Stranger                                                    | Berry Chu                                | Dance                     | "Hey, Stranger" (released ngày 27 tháng 3 năm 2017) | Debut Single         | 주식회사 결화이엔티                             |
| 28   | Reborn                                                           | Dok2                                     | Rap/Hip-hop               | "Rollercoaster" (ft. Cho Won-sun) (released ngày 28 tháng 3 năm 2017) "Ambition And Vision" (ft. Beenzino, Changmo, Kim Hyo-eun, Hash Swan, The Quiett) (released ngày 28 tháng 3 năm 2017)                                                                                       | Album                | Illionaire Records                              |
| 28   | Tell Me                                                          | Jieun (Secret)                           | Ballad                    | "Tell Me" (released ngày 28 tháng 3 năm 2017) | Digital Single       | Hellojunenet                                    |
| 28   | It's Spring                                                      | Jang Han-byul                            | Rock                      | "It's Spring" (released ngày 28 tháng 3 năm 2017) | Debut Digital Single | The Groove Entertainment                        |
| 29   | Cliche                                                           | Jeon Jiyoon x Samuel Seo                 | R&B/Soul                  | "Cliche" (released ngày 29 tháng 3 năm 2017) | Digital Single       | Craft And Jun, Robin K. Entertainment           |
| 29   | How Are You                                                      | Solbi                                    | Dance                     | "How Are You" (released ngày 29 tháng 3 năm 2017) | Digital Single       | M.A.P Crew                                      |
| 29   | 5cm Per Second                                                   | KittiB                                   | Rap/Hip-hop               | "5cm Per Second" (released ngày 29 tháng 3 năm 2017) | Digital Single       | Brand New Music                                 |
| 29   | Good Day                                                         | B.HEART                                  | Ballad                    | "Good Day" (released ngày 29 tháng 3 năm 2017) | Digital Single       | Poong Entertainment                             |
| 29   | 10                                                               | Overclass                                | Rap/Hip-hop               | "Royalty" (by Swings, San E, Nodo, b-soap, Verbal Jint) (released ngày 29 tháng 3 năm 2017) "10" (by Nodo, Verbal Jint, K JUN, Jo Hyun-ah (Urban Zakapa), b-soap, San E, rimi) (released ngày 29 tháng 3 năm 2017)                                                                | Digital Single       | Overclass                                       |
| 29   | Sign                                                             | Sweet Sorrow                             | Folk                      | "Sign" (ft. Kim EZ of Ggotjam Project) (released ngày 29 tháng 3 năm 2017) | Digital Single       | Sweet Sorrow Company                            |
| 30   | Special Love                                                     | B.I.T                                    | Dance                     | "Special Love" (released ngày 30 tháng 3 năm 2017) | Debut Digital Single | Sd.entertainment                                |
| 30   | Dominant Woman                                                   | Wa$$up                                   | Rap/Hip-hop               | "Dominant Woman" (released ngày 30 tháng 3 năm 2017) | Digital Single       | Mafia Records                                   |
| 30   | G2's Life                                                        | G2                                       | Rap/Hip-hop               | "Growing Pains" (released ngày 30 tháng 3 năm 2017) | 1st Full Album       | Hi-Lite Records                                 |
| 31   | Would U                                                          | Red Velvet                               | Ballad                    | "Would U" (released ngày 31 tháng 3 năm 2017) | Digital Single       | SM Entertainment                                |
| 31   | Detox                                                            | Punchnello                               | Rap/Hip-hop               | "Detox" (released ngày 31 tháng 3 năm 2017) | Digital Single       | HIGHGRND                                        |
| 31   | THE IDOLM@STER                                                   | B-Side                                   | Dance                     | "THE IDOLM@STER" (released ngày 31 tháng 3 năm 2017) | Debut Digital Single | Interactive Media Mix                           |
| 31   | Tang Tang Tang                                                   | HINT                                     | Dance                     | "Tang Tang Tang" (released ngày 31 tháng 3 năm 2017) | Debut Digital Single | Star Pro Entertainment                          |
| 31   | Il Mondo                                                         | AWESOME                                  | Crossover                 | "Il Mondo" (released ngày 31 tháng 3 năm 2017) | Debut Digital Single | 24th Street                                     |
| 31   | Strong Woman Do Bong-soon OST Part.6                             | VROMANCE                                 | Drama                     | "I Fall In Love" (ft. Obroject) (released ngày 31 tháng 3 năm 2017) | Digital Single       | JTBC                                            |

### Quý 2

#### Tháng 4
| Date | Single / Album                       | Artist(s)                                         | Genre(s)                          | Tên(s) | Note                      | Label(s)                                   |
| ---- | ------------------------------------ | ------------------------------------------------- | --------------------------------- | --- | ------------------------- | ------------------------------------------ |
| 01   | This Is Love                         | Oh Ye Ri                                          | Dance                             | "This Is Love" (ft. Hyunseung) (released ngày 1 tháng 4 năm 2017) | Digital Single            | XUNiT                                      |
| 01   | High School Rapper Final             | RAPTO                                             | Rap/Hip-hop                       | "The Boy With Glory" (ft. Don Mills & G2) (released ngày 1 tháng 4 năm 2017) | Compilation Album         | CJ E&M                                     |
| 01   | High School Rapper Final             | Kim Sung Jae                                      | Rap/Hip-hop                       | "Bell" (ft. Hyolyn of SISTAR) (released ngày 1 tháng 4 năm 2017) | Compilation Album         | CJ E&M                                     |
| 01   | High School Rapper Final             | Kim Gyu Heon                                      | Rap/Hip-hop                       | "Star" (ft. Jessi & Babylon) (released ngày 1 tháng 4 năm 2017) | Compilation Album         | CJ E&M                                     |
| 01   | High School Rapper Final             | Mark (NCT)                                        | Rap/Hip-hop                       | "Drop" (ft. Seulgi of Red Velvet) (released ngày 1 tháng 4 năm 2017) | Compilation Album         | CJ E&M                                     |
| 01   | High School Rapper Final             | Osshun Gum                                        | Rap/Hip-hop                       | "Come For You" (ft. HOMEBOY & FNRL.) (released ngày 1 tháng 4 năm 2017) | Compilation Album         | CJ E&M                                     |
| 01   | High School Rapper Final             | H2adin                                            | Rap/Hip-hop                       | "Home" (ft. Samuel Seo & Nucksal) (released ngày 1 tháng 4 năm 2017) | Compilation Album         | CJ E&M                                     |
| 01   | High School Rapper Final             | Young B                                           | Rap/Hip-hop                       | "Better Man" (ft. Crucial Star) (released ngày 1 tháng 4 năm 2017) | Compilation Album         | CJ E&M                                     |
| 01   | High School Rapper Final             | Young B                                           | Rap/Hip-hop                       | "Rhyme Travel" (ft. Tiger JK) (released ngày 1 tháng 4 năm 2017) | Compilation Album         | CJ E&M                                     |
| 03   | Coloring Book                        | OH MY GIRL                                        | Dance, Ballad, Rock               | "Coloring Book" (released ngày 3 tháng 4 năm 2017) | 4th Mini Album            | WM Entertainment                           |
| 04   | Fate Number For                      | WINNER                                            | Dance, Ballad                     | "Really Really" (released ngày 4 tháng 4 năm 2017) "Fool" (released ngày 4 tháng 4 năm 2017) | 1st Single Album          | YG Entertainment                           |
| 04   | 2GETHER                              | INX                                               | Ballad, Dance                     | "2GETHER" (released ngày 4 tháng 4 năm 2017) | Digital Single            | NA Entertainment                           |
| 04   | April Showers                        | Youngjun (Brown Eyed Soul)                        | Ballad                            | "April Showers" (Duet With Soyee (gugudan)) (released ngày 4 tháng 4 năm 2017) | Digital Single            | IN NEXT TREND, Santa Music                 |
| 04   | 5 Songs For Initiation               | Giriboy                                           | Rap/Hip-hop                       | "Express Highway" (released ngày 4 tháng 4 năm 2017) | Mini Album                | Linchpin Music Corp.                       |
| 05   | My Voice (Deluxe Edition)            | Taeyeon (Girls' Generation)                       | R&B                               | "Make Me Love You" (released ngày 5 tháng 4 năm 2017) | 1st Full Album Repackage  | SM Entertainment                           |
| 05   | Fall Asleep In The Mirror            | Dreamcatcher                                      | Rock, Dance                       | "Good Night" (released ngày 5 tháng 4 năm 2017) | 2nd Single Album          | Happy Face Entertainment                   |
| 05   | IMFACTORY Part. 3                    | IMFACT                                            | Dance                             | "Tension Up" (released ngày 5 tháng 4 năm 2017) | 3rd Digital Single        | Star Empire Entertainment                  |
| 05   | Elephant                             | Gaeko (Dynamic Duo)                               | Rap/Hip-hop                       | "Elephant" (ft. Rap Monster of BTS) (released ngày 5 tháng 4 năm 2017) | Digital Single            | Amoeba Culture                             |
| 05   | And You?                             | Hong Dae Kwang                                    | Ballad, Rock                      | "Fall In Love" (released ngày 5 tháng 4 năm 2017) | 4th Mini Album            | CJ E&M, MMO Entertainment                  |
| 05   | Ki-dult, Full Moon                   | Dawngongbang                                      | Folk                              | "Ki-dult" (released ngày 5 tháng 4 năm 2017) "Full Moon (Opening)" (released ngày 5 tháng 4 năm 2017) | Digital Single            | Korea Roulette, Brand New Music            |
| 05   | 흔들어                               | A-seed                                            | Dance                             | "흔들어" (released ngày 5 tháng 4 năm 2017) | Debut Digital Single      | JJ Entertainment                           |
| 06   | Every DAY6 April                     | DAY6                                              | Rock                              | "I'm Serious" (released ngày 6 tháng 4 năm 2017) | Monthly Single            | JYP Entertainment                          |
| 06   | SM Station Season 1                  | Various Artists                                   | Various                           | "Rain" (released ngày 3 tháng 2 năm 2016) "Curtain" (released ngày 3 tháng 2 năm 2017) | Compilation album         | SM Entertainment                           |
| 06   | S.S.F.W.                             | Babylon                                           | R&B/Soul                          | "Ocean Drive" (ft. San E) (released ngày 6 tháng 4 năm 2017) | Mini Album                | KQ Produce                                 |
| 06   | AM To PM 7-5-11-3                    | Kim Hyung-jun (SS501)                             | R&B/Soul                          | "7 O'Clock" (released ngày 6 tháng 4 năm 2017) | 3rd Mini Album Repackage  | CI Entertainment                           |
| 06   | Mon Mon Mon Mon Fri                  | OKDAL                                             | Folk                              | "Intern" (released ngày 6 tháng 4 năm 2017) | Digital Single            | Magic Strawberry Sound, Poclanos           |
| 07   | Dream In A Dream                     | Ten (NCT)                                         | R&B/Soul                          | "Dream In A Dream" (released ngày 7 tháng 4 năm 2017) | Digital Single            | SM Entertainment                           |
| 07   | Please                               | BLACK6IX                                          | Dance                             | "Please" (released ngày 7 tháng 4 năm 2017) | Debut Single Album        | BLACK HOLE Entertainment                   |
| 09   | Cross Country OST Part.4             | HA:TFELT, Kim Bohyung (SPICA), Suran              | Drama                             | "Cross Country" (released ngày 9 tháng 4 năm 2017) | Digital Single            | LOEN Entertainment                         |
| 09   | Truth                                | WeAreYoung                                        | Ballad                            | "Truth" (released ngày 9 tháng 4 năm 2017) | Digital Single            | MY Music                                   |
| 10   | Eclipse                              | EXID                                              | Dance, R&B/Soul                   | "Night Rather Than Day" (released ngày 10 tháng 4 năm 2017) | 3rd Mini Album            | Banana Culture                             |
| 10   | High Five                            | TEEN TOP                                          | Dance                             | "Love Is" (released ngày 10 tháng 4 năm 2017) | 2nd Full Album            | TOP Media                                  |
| 10   | The Space                            | Eunji (Apink)                                     | Folk                              | "The Spring" (ft.Hareem) (released ngày 10 tháng 4 năm 2017) | 2nd Mini Album            | Plan A Entertainment                       |
| 10   | MiSO All Access                      | Miso (Girls Girls)                                | Dance                             | "KKPP" (released ngày 10 tháng 4 năm 2017) | Solo Debut Digital Single | H Brothers Entertainment                   |
| 10   | One Step OST Part.2                  | Sandara Park                                      | Korean Movie                      | "One Step" (released ngày 10 tháng 4 năm 2017) | Digital Single            | MCC Entertainment                          |
| 10   | Meet The Rose                        | Hyungdon & Daejun                                 | Rap/Hip-hop                       | "Meet The Rose" (ft. Lee Jin-ah) (released ngày 10 tháng 4 năm 2017) | Digital Single            | The Eye Music                              |
| 11   | Steal Your Heart                     | Unit Black (Boys24)                               | Dance                             | "Steal Your Heart" (released ngày 11 tháng 4 năm 2017) | 1st Single Album          | CJ E&M                                     |
| 11   | The Liar and His Lover OST Part.4    | Joy (Red Velvet)                                  | Drama                             | "Your Days" (released ngày 11 tháng 4 năm 2017) | Digital Single            | CJ E&M                                     |
| 11   | Being An Adult                       | Kim Na-young                                      | Ballad                            | "Being An Adult" (released ngày 11 tháng 4 năm 2017) | Digital Single            | Neverland Entertainment                    |
| 12   | Dreaming Bout You                    | Lunafly                                           | R&B/Soul                          | "Dreaming Bout You" (released ngày 12 tháng 4 năm 2017) | Digital Single            | Nega Network                               |
| 12   | Courting                             | Lena Park                                         | R&B/Soul                          | "Courting" (released ngày 12 tháng 4 năm 2017) | Digital Single            | Blueprint Music                            |
| 12   | Because It's You                     | Maktub                                            | Ballad                            | "Because It's You" (with Lee Yae-joon) (released ngày 12 tháng 4 năm 2017) | Digital Single            | Maktub Studio                              |
| 12   | Greenfields                          | Sool J, Wable, Ultima                             | Rap/Hip-hop                       | "Greenfields" (released ngày 12 tháng 4 năm 2017) | Digital Single            | Freestyle Town, Kiwi Media Group           |
| 12   | Apdiero                              | Seo Ina                                           | Dance                             | "Apdiero" (released ngày 12 tháng 4 năm 2017) | Digital Single            | JDB Entertainment                          |
| 13   | Color TV                             | Wa$$up                                            | Rap/Hip-hop                       | "Color TV" (released ngày 13 tháng 4 năm 2017) | 3rd Mini Album            | Mafia Records                              |
| 13   | She's A Baby                         | Zico (Block B)                                    | R&B/Soul                          | "She's A Baby" (released ngày 13 tháng 4 năm 2017) | Digital Single            | Seven Seasons                              |
| 13   | Carmin                               | Jang Jane                                         | Folk                              | "Carmin" (released ngày 13 tháng 4 năm 2017) | Digital Single            | Mystic Entertainment                       |
| 13   | Speaking Habit                       | KCM, Zia                                          | Ballad                            | "Speaking Habit" (released ngày 13 tháng 4 năm 2017) | Digital Single            | Sebunguri Entertainment                    |
| 13   | Booster                              | Double Eight                                      | Dance                             | "Booster" (released ngày 13 tháng 4 năm 2017) | Digital Single            | HY Company                                 |
| 14   | Blue Moon                            | Hyolyn (SISTAR), Changmo                          | Dance                             | "Blue Moon" (released ngày 14 tháng 4 năm 2017) | Digital Single            | Starship Entertainment, LOEN Entertainment |
| 14   | Take You Home                        | Baekhyun (EXO)                                    | Ballad                            | "Take You Home" (released ngày 14 tháng 4 năm 2017) | Digital Single            | SM Entertainment                           |
| 14   | The Sun, The Moon                    | Kisum                                             | Rap/Hip-hop                       | "Sleep Tight" (feat. GB9) (released ngày 14 tháng 4 năm 2017) | 2nd Mini Album            | Mapps Entertainment                        |
| 14   | Beauty Call                          | One Way                                           | R&B/Soul                          | "Beauty Call" (released ngày 14 tháng 4 năm 2017) | Digital Single            | One Way                                    |
| 15   | Date                                 | Vanilla Acoustic                                  | Folk                              | "Date" (released ngày 15 tháng 4 năm 2017) | Digital Single            | Shofar Music                               |
| 15   | Strong Woman Do Bong-soon OST Part.8 | Park Hyung-sik                                    | Drama                             | "Because Of You" (released ngày 15 tháng 4 năm 2017) | Digital Single            | JTBC                                       |
| 15   | Chicago Typewriter OST Part.2        | Baek Ye-rin (15&)                                 | Drama                             | "Blooming Memories" (released ngày 15 tháng 4 năm 2017) | Digital Single            | CJ E&M                                     |
| 16   | Bibbidi Bobbidi Boo                  | Berry Good                                        | Dance                             | "Bibbidi Bobbidi Boo" (released ngày 16 tháng 4 năm 2017) | Digital Single            | JTG Entertainment                          |
| 16   | Cross Country OST Part.5             | Raun                                              | Drama                             | "Grow Up" (released ngày 16 tháng 4 năm 2017) | Digital Single            | LOEN Entertainment                         |
| 16   | Live In Hope                         | Bursters                                          | Rock                              | "Wherever You Are" (released ngày 16 tháng 4 năm 2017) | 1st Full Album            | Evermore Music                             |
| 17   | Miss This Kiss                       | LABOUM                                            | Dance                             | "Hwi Hwi" (released ngày 17 tháng 4 năm 2017) | 2nd Mini Album            | NH Media, Nega Network                     |
| 17   | Minzy Work 01. "Uno"                 | Minzy                                             | Dance, Ballad, R&B/Soul           | "NI Na No (니나노)" (feat. Flowsik) (released ngày 17 tháng 4 năm 2017) | Solo Debut Mini Album     | The Music Works                            |
| 17   | ViVi                                 | Vivi (LOOΠΔ)                                      | Dance                             | "Everyday I Love You" (ft. HaSeul) (released ngày 17 tháng 4 năm 2017) | Pre-debut Single          | BlockBerry Creative                        |
| 17   | Super Super Lonely                   | DinDin                                            | Rap/Hip-hop                       | "Super Super Lonely" (released ngày 17 tháng 4 năm 2017) | Digital Single            | D.O Entertainment                          |
| 17   | Love Comes                           | Hwasa (MAMAMOO), eSNa                             | R&B/Soul                          | "Love Comes" (released ngày 17 tháng 4 năm 2017) | Digital Single            | Hellojunenet                               |
| 17   | Day Off                              | Ra.D                                              | R&B/Soul                          | "Day Off" (released ngày 17 tháng 4 năm 2017) | Digital Single            | Real Collabo                               |
| 17   | The Liar and His Lover OST Part.5    | Joy (Red Velvet)                                  | Drama                             | "Shiny Boy" (released ngày 17 tháng 4 năm 2017) | Digital Single            | CJ E&M                                     |
| 17   | Very Very Very                       | 14U                                               | Dance                             | "Very Very Very" (released ngày 17 tháng 4 năm 2017) | Debut Digital Single      | BG Entertainment                           |
| 18   | Spring Falling                       | Yesung (Super Junior)                             | Ballad, Folk, Rock                | "Hibernation" (released ngày 11 tháng 4 năm 2017) "Paper Umbrella" (released ngày 18 tháng 4 năm 2017) | 2nd Mini Album            | SM Entertainment, Label SJ                 |
| 18   | Breaking Sensation                   | SF9                                               | Dance, R&B/Soul                   | "Easy Love" (released ngày 18 tháng 4 năm 2017) | 2nd Mini Album            | FNC Entertainment                          |
| 18   | Because It's Spring                  | Jessica Jung                                      | Ballad                            | "Because It's Spring" (released ngày 18 tháng 4 năm 2017) | Digital Single            | Coridel Entertainment                      |
| 18   | My Secret Romance OST Part.1         | Jieun (Secret), Sung Hoon                         | Drama                             | "Same" (released ngày 18 tháng 4 năm 2017) | Digital Single            | Godin Media                                |
| 19   | YOLO                                 | DIA                                               | Dance, Adult Contemporary, Ballad | "You Are My Flower" (feat. Hong Jin Young & Kim Yon Ja) (released ngày 6 tháng 4 năm 2017) "Will You Go Out With Me" (released ngày 19 tháng 4 năm 2017) | 2nd Full Album            | MBK Entertainment                          |
| 19   | Always                               | Apink                                             | Ballad                            | "Always" (released ngày 19 tháng 4 năm 2017) | Digital Single            | Plan A Entertainment                       |
| 19   | h                                    | Lee Hae-ri (Davichi)                              | Ballad                            | "Pattern" (released ngày 12 tháng 4 năm 2017) "Hate that I Miss You" (released ngày 19 tháng 4 năm 2017) | Solo Debut Mini Album     | CJ E&M                                     |
| 20   | If I Become an Adult                 | BONUSBaby                                         | Dance                             | "If I Become an Adult" (released ngày 20 tháng 4 năm 2017) | Digital Single            | Maroo Entertainment                        |
| 20   | Across The Universe                  | Junggigo                                          | R&B/Soul                          | "Across The Universe" (released ngày 20 tháng 4 năm 2017) | 1st Full Album            | Starship Entertainment                     |
| 20   | Universe                             | Reddy                                             | Rap/Hip-hop                       | "Supreme" (released ngày 20 tháng 4 năm 2017) | 1st Full Album            | Hi-Lite Records                            |
| 20   | Ring Ring                            | Kim Young-chul, Hong Jin-young                    | Adult Contemporary                | "Ring Ring" (released ngày 20 tháng 4 năm 2017) | Digital Single            | Mystic Entertainment                       |
| 21   | Palette                              | IU                                                | Ballad, Dance, R&B/Soul           | "Through The Night" (released ngày 24 tháng 3 năm 2017) "Can't Love You Anymore" (ft. Oh Hyuk of Hyukoh) (released ngày 7 tháng 4 năm 2017) "Palette" (ft. G-Dragon) (released ngày 21 tháng 4 năm 2017) "Dear Name" (released ngày 21 tháng 4 năm 2017)                                                                                       | 4th Full Album            | LOEN Entertainment                         |
| 21   | Man to Man OST Part. 1               | VIXX                                              | Drama                             | "Take Your Hand" (released ngày 21 tháng 4 năm 2017) | Digital Single            | JTBC Content Hub, Sony Music               |
| 22   | Beautiful                            | Ulala Session                                     | Ballad                            | "Beautiful" (ft. Wutan) (released ngày 22 tháng 4 năm 2017) | Digital Single            | Urbane Music                               |
| 22   | Chicago Typewriter OST Part.3        | SG Wannabe                                        | Drama                             | "Writing Our Stories" (released ngày 22 tháng 4 năm 2017) | Digital Single            | CJ E&M                                     |
| 23   | Green Wave                           | Double K                                          | Rap/Hip-hop                       | "OMG" (ft. Seo In-guk, Dok2) (released ngày 2 tháng 12 năm 2016) "That Boi" (ft. Justhis, Ann One) (released ngày 15 tháng 2 năm 2017) "Green Wave" (ft. Lee Min-woo of Shinhwa) (released ngày 11 tháng 4 năm 2017) "Surf" (ft. Sik K, Jay Park) (released ngày 23 tháng 4 năm 2017) "Used To" (ft. Kriz) (released ngày 23 tháng 4 năm 2017) | 3rd Full Album            | Green Wave, Feel Ghood Music               |
| 23   | Dumb Love                            | Jang Han-byul                                     | Rock                              | "Dumb Love" (ft. Linzy of Fiestar) (released ngày 23 tháng 4 năm 2017) | 1st Single Album          | The Groove Entertainment                   |
| 24   | The Collection: Story Op. 2          | Jonghyun (Shinee)                                 | R&B/Soul, Ballad, Folk, Jazz      | "Lonely" (ft. Taeyeon) (released ngày 24 tháng 4 năm 2017) | 2nd Compilation Album     | SM Entertainment                           |
| 24   | 23                                   | Hyukoh                                            | Rock                              | "Tomboy" (released ngày 24 tháng 4 năm 2017) "Leather Jacket" (released ngày 24 tháng 4 năm 2017) | 1st Full Album            | HIGHGRND                                   |
| 24   | I Wanna?                             | Snuper                                            | Dance                             | "Back:Hug" (released ngày 24 tháng 4 năm 2017) | 4th Mini Album            | Widmay Entertainment                       |
| 24   | K.A.R.D Project Vol.3                | K.A.R.D                                           | Dance                             | "Rumor" (released ngày 24 tháng 4 năm 2017) | 3rd Digital Single        | DSP Media                                  |
| 24   | Piece of BTOB Vol.1                  | Changsub (BTOB)                                   | Ballad                            | "At The End" (released ngày 24 tháng 4 năm 2017) | Monthly Single            | Cube Entertainment                         |
| 24   | 2017 Monthly Yoon Jong Shin April    | Yoon Jong-shin                                    | Electronica                       | "Fossil & Rookie" (released ngày 24 tháng 4 năm 2017) | Monthly Single            | Mystic Entertainment                       |
| 25   | My Secret Romance OST Part 3         | Eun Ji-won (Sechs Kies), Lee Soo Hyun, Kim Eun Bi | Drama                             | "Love Song" (released ngày 25 tháng 4 năm 2017) | Digital Single            | Elephant Media                             |
| 25   | Ebony & Ivory                        | Bumkey                                            | R&B/Soul                          | "First Moment" (released ngày 25 tháng 4 năm 2017) | Digital Single            | Brand New Music                            |
| 25   | Killa Dreads                         | Skull, C Jamm                                     | Rap/Hip-hop                       | "Killa Dreads" (released ngày 25 tháng 4 năm 2017) | Digital Single            | QUAN Entertainment                         |
| 26   | Wonderful Love                       | Momoland                                          | Dance                             | "Wonderful Love" (released ngày 26 tháng 4 năm 2017) | Digital Single            | Duble Kick Company                         |
| 26   | A Letter To Me                       | Lee Si Eun                                        | Ballad                            | "A Letter To Me" (released ngày 26 tháng 4 năm 2017) | Digital Single            | HF Music Company                           |
| 26   | Fanaconda                            | Fana                                              | Rap/Hip-hop                       | "Power" (released ngày 26 tháng 4 năm 2017) "What is the World Comin' to" (released ngày 26 tháng 4 năm 2017) | 3rd Full Album            | StoneShip, The Ugly Junction               |
| 26   | Ice                                  | Loopy                                             | Rap/Hip-hop                       | "Problems" (released ngày 26 tháng 4 năm 2017) | 1st Full Album            | Mkit Rain                                  |
| 27   | Loved U                              | Mind U                                            | Folk                              | "Loved U" (ft. Mad Clown) (released ngày 27 tháng 4 năm 2017) | Digital Single            | Starship Entertainment                     |
| 27   | Love&Evil                            | LOOΠΔ 1/3                                         | Dance, Ballad                     | "Sonatine" (released ngày 27 tháng 4 năm 2017) | 1st Mini Album Repackage  | Blockberry Creative                        |
| 27   | Beautiful Life                       | Sleepy (Untouchable)                              | Rap/Hip-hop                       | "Beautiful Life" (released ngày 27 tháng 4 năm 2017) | Digital Single            | TS Entertainment                           |
| 27   | Wine                                 | Suran                                             | R&B/Soul                          | "Wine" (ft. Changmo) (released ngày 27 tháng 4 năm 2017) | Digital Single            | Million Market                             |
| 27   | If you love                          | VX                                                | Ballad                            | "If you love" (released ngày 27 tháng 4 năm 2017) | Digital Single            | JJ Entertainment                           |
| 28   | The 20th Anniversary                 | SECHSKIES                                         | Ballad, Dance                     | "Sad Song" (released ngày 28 tháng 4 năm 2017) "Be Well" (released ngày 28 tháng 4 năm 2017) | 20th Anniversary Album    | YG Entertainment                           |
| 28   | Hole In One                          | VARSITY                                           | Dance                             | "Hole In One" (released ngày 28 tháng 4 năm 2017) | Digital Single            | CSO Entertainment                          |
| 28   | Spring Rain                          | BoA                                               | R&B/Soul                          | "Spring Rain" (released ngày 28 tháng 4 năm 2017) | Digital Single            | SM Entertainment                           |
| 28   | You're Different                     | JeA (Brown Eyed Girls)                            | Ballad                            | "You're Different" (ft. Ra.D) (released ngày 28 tháng 4 năm 2017) | Digital Single            | Mystic Entertainment                       |
| 29   | Real Love                            | Henry (Super Junior-M)                            | R&B/Soul                          | "Real Love" (released ngày 29 tháng 4 năm 2017) | Digital Single            | SM Entertainment                           |
| 29   | Set Me Free                          | Jeong Jinwoon, Hanbin Chyung                      | Rock                              | "Set Me Free" (released ngày 29 tháng 4 năm 2017) | Digital Single            | Mystic Entertainment                       |
| 30   | We Effect                            | Just Music                                        | Rap/Hip-hop                       | "Carnival Gang" (by Goretexx, Giriboy, Black Nut, Bill Stax, C Jamm, Nochang & Swings) (released ngày 30 tháng 4 năm 2017) | 2nd Compilation Album     | Linchpin Music Corp.                       |

#### Tháng 5
| Date | Single / Album                            | Artist(s)                     | Genre(s)                         | Tên(s) | Note                       | Label(s)                                  |
| ---- | ----------------------------------------- | ----------------------------- | -------------------------------- | --- | -------------------------- | ----------------------------------------- |
| 01   | 199X                                      | Triple H                      | Dance                            | "365 Fresh" (released ngày 1 tháng 5 năm 2017) | Debut Mini Album           | Cube Entertainment                        |
| 01   | The Liar and His Lover OST Part.8         | Joy (Red Velvet)              | Drama                            | "Waiting For You" (released ngày 1 tháng 5 năm 2017) | Digital Single             | CJ E&M                                    |
| 01   | Why Not?                                  | Daybreak                      | Rock                             | "Why Not?" (released ngày 1 tháng 5 năm 2017) | Digital Single             | Happy Robot Records                       |
| 02   | Wonder If                                 | Junhyung (Highlight)          | R&B/Soul                         | "Wonder If" (ft. Heize) (release ngày 2 tháng 5 năm 2017)                                                                                                  | Single Album               | Around US Entertainment                   |
| 02   | Now, We                                   | Lovelyz                       | Dance                            | "Now, We" (released ngày 2 tháng 5 năm 2017) | 2nd Full Album Repackage   | Woollim Entertainment                     |
| 02   | Fly Away                                  | Kwon Jin Ah                   | R&B/Soul                         | "Fly Away" (released ngày 2 tháng 5 năm 2017) | Digital Single             | Antenna Music                             |
| 03   | Flower (You)                              | VAV                           | Dance                            | "Flower (You)" (released ngày 3 tháng 5 năm 2017) | Digital Single             | A Team Entertainment                      |
| 04   | Love Therapy                              | Exy (Cosmic Girls) x Euna Kim | Hip hop/Soul                     | "Love Therapy" (ft. Zia) (released ngày 4 tháng 5 năm 2017)                                                                                                | Digital Single             | Starship Entertainment                    |
| 04   | Lullaby                                   | Onew (Shinee) x Rocoberry     | Ballad                           | "Lullaby" (released ngày 4 tháng 5 năm 2017) | Digital Single             | SM Entertainment                          |
| 04   | Better Than Me                            | Sojung (Ladies' Code)         | Ballad                           | "Better Than Me" (released ngày 4 tháng 5 năm 2017) | 1st Digital Single         | Polaris Entertainment                     |
| 04   | Gaia                                      | Ignito                        | Rap/Hip-hop                      | "Moon" (ft. J-Tong) (released ngày 4 tháng 5 năm 2017) | Full Album                 | Stoneship                                 |
| 05   | Your Diary                                | Han Dong Geun                 | Ballad                           | "Crazy" (released ngày 5 tháng 5 năm 2017) | 1st Studio Album           | Pledis Entertainment                      |
| 05   | Man to Man OST Part.3                     | Huh Gak                       | Drama                            | "The Reasons" (released ngày 5 tháng 5 năm 2017) | Digital Single             | JTBC                                      |
| 06   | Are You Still Up?                         | Jin Won                       | Ballad                           | "Are You Still Up?" (ft. Tymee) (released ngày 6 tháng 5 năm 2017)                                                                                         | Single Album               | NSC Company                               |
| 07   | 17 (17 Remix)                             | Ja Mezz, NO:EL, Young B       | Rap/Hip-hop                      | "17 (17 Remix)" (released ngày 7 tháng 5 năm 2017) | Digital Single             | Grandline                                 |
| 08   | Every DAY6 May                            | DAY6                          | Rock                             | "Dance Dance" (released ngày 8 tháng 5 năm 2017) | Monthly Single             | JYP Entertainment                         |
| 08   | The Liar and His Lover OST Part.9         | Joy (Red Velvet)              | Drama                            | "The Way To Me" (released ngày 8 tháng 5 năm 2017) | Digital Single             | CJ E&M                                    |
| 08   | One Fine Day                              | ROMEO                         | Dance                            | "Stay With Me" (released ngày 8 tháng 5 năm 2017) | Special Edition Mini Album | CT Entertainment                          |
| 08   | Trailer                                   | Primeboi                      | Rap/Hip-hop                      | "Take Me Home" (ft. Park Ji-min) (released ngày 8 tháng 5 năm 2017) "Shower" (ft. Kyungri of Nine Muses) (released ngày 8 tháng 5 năm 2017)                | 1st Mini Album             | Prima Music Group                         |
| 10   | Play in Nature Part.1 - Spring            | Kim Kyu-jong (SS501)          | Ballad                           | "Hello, Spring" (released ngày 10 tháng 5 năm 2017) | 1st Single Album           | CI Entertainment                          |
| 10   | 4X2=8                                     | PSY                           | Dance, Ballad, Rap/Hip-hop, Rock | "I LUV IT" (released ngày 10 tháng 5 năm 2017) "NewFace" (released ngày 10 tháng 5 năm 2017)                                                               | 8th Album                  | YG Entertainment                          |
| 10   | With Spring                               | Year 7 Class 1                | Ballad                           | "Oppa Virus" (Acoustic Ver.) (released ngày 10 tháng 5 năm 2017)                                                                                           | Album                      | Dareun Byeol Entertainment                |
| 10   | Dejavu                                    | BewhY                         | Rap/Hip-hop                      | "Dejavu" (released ngày 10 tháng 5 năm 2017) | Digital Single             | Dejavu Group                              |
| 10   | The Emperor: Owner of the Mask OST Part.1 | Yang Yo-seob (Highlight)      | Drama                            | "The Man That Couldn't Cry" (released ngày 10 tháng 5 năm 2017)                                                                                            | Digital Single             | Plus Media                                |
| 11   | +Load More                                | Navi                          | R&B/Soul                         | "Are You in Love?" (ft. DinDin) (released ngày 11 tháng 5 năm 2017)                                                                                        | 3rd Mini Album             | Sebunguri Entertainment                   |
| 11   | Polygon                                   | Ha Dong Qn                    | Rock                             | "The Maze of Reality" (released ngày 11 tháng 5 năm 2017)                                                                                                  | Mini Album                 | Mark Planet                               |
| 12   | Sister's Slam Dunk Season 2               | Unnies                        | Dance                            | "Right?" (released ngày 12 tháng 5 năm 2017) "La La La Song" (released ngày 12 tháng 5 năm 2017)                                                           | Single Album               | KBS Media                                 |
| 12   | Around                                    | Hitchhiker x Taeyong (NCT)    | Rap/Hip-hop                      | "Around" (released ngày 12 tháng 5 năm 2017) | Digital Single             | SM Entertainment                          |
| 13   | Night                                     | Young Cream                   | Rap/Hip-hop                      | "Night" (released ngày 13 tháng 5 năm 2017) | Digital Single             | BM Entertainment                          |
| 14   | With You                                  | Na Yoon Kwon, Yoo Jae Hwan    | Ballad                           | "With You" (released ngày 14 tháng 5 năm 2017) | Digital Single             | Geoseong Entertainment, NYK Entertainment |
| 15   | Signal                                    | TWICE                         | Dance                            | "Signal" (released ngày 15 tháng 5 năm 2017) | 4th Mini Album             | JYP Entertainment                         |
| 15   | Shangri-La                                | VIXX                          | Dance                            | "Shangri-La" (released ngày 15 tháng 5 năm 2017) | 4th Mini Album             | Jellyfish Entertainment                   |
| 15   | So Good                                   | Taeyang (BIGBANG)             | R&B/Dance                        | "So Good" (released ngày 15 tháng 5 năm 2017) | Digital Single             | LEXUS KOREA                               |
| 16   | Blossom                                   | Roy Kim                       | Ballad                           | "Suddenly" (released ngày 16 tháng 5 năm 2017) "Egoist" (released ngày 16 tháng 5 năm 2017)                                                                | 1st Mini Album             | CJ E&M, MMO Entertainment                 |
| 16   | Inhale                                    | ISU (MC the Max)              | Ballad                           | "Sequence" (released ngày 16 tháng 5 năm 2017) | Mini Album                 | 325 E&C                                   |
| 16   | Romance In A Weird World                  | Wetter                        | Rock                             | "Romance In A Weird World" (released ngày 16 tháng 5 năm 2017)                                                                                             | 1st Mini Album             | MAPPS Entertainment                       |
| 17   | DUETTO                                    | DUETTO                        | Crossover                        | "Yearnings" (released ngày 17 tháng 5 năm 2017) "Il Mondo" (released ngày 17 tháng 5 năm 2017)                                                             | Debut Mini Album           | Starship Entertainment                    |
| 17   | Like You                                  | HONEYST                       | Folk                             | "Like You" (released ngày 17 tháng 5 năm 2017) | Debut Single Album         | FNC Entertainment                         |
| 17   | Talk About You                            | Kyungri (Nine Muses)          | R&B/Soul                         | "Talk About You" (released ngày 17 tháng 5 năm 2017) | Digital Single             | Hellojunenet                              |
| 17   | You Tell Me                               | Im Chang-jung                 | Ballad                           | "You Tell Me" (released ngày 17 tháng 5 năm 2017) | Digital Single             | NH EMG                                    |
| 17   | The Emperor: Owner of the Mask OST Part 2 | Bolbbalgan4                   | Drama                            | "You and I From the Beginning" (released ngày 17 tháng 5 năm 2017)                                                                                         | Digital Single             | Plus Media                                |
| 18   | Millionaire Poetry                        | The Quiett                    | Rap/Hip-hop                      | "Prime Time" (released ngày 18 tháng 5 năm 2017) "The 1llest" (ft. Jessi) (released ngày 18 tháng 5 năm 2017)                                              | 8th Album                  | Illionaire Records                        |
| 18   | You're My Love                            | The East Light                | Electronica, Folk, Rock          | "You're My Love" (released ngày 18 tháng 5 năm 2017) | 2nd Single Album           | MEDIA LINE Entertainment                  |
| 18   | Be There                                  | CHEEZE                        | Folk                             | "Be There" (released ngày 18 tháng 5 năm 2017) | Digital Single             | Magic Strawberry Sound                    |
| 18   | Hyperism Red                              | Solbi                         | Dance                            | "Princess Maker" (released ngày 18 tháng 5 năm 2017) | Mini Album                 | M.A.P Crew                                |
| 19   | Alone                                     | Urban Zakapa                  | Ballad                           | "Alone" (released ngày 19 tháng 5 năm 2017) | Digital Single             | MakeUs Entertainment                      |
| 19   | Spotlight                                 | Sohee (ELRIS)                 | Dance                            | "Spotlight" (released ngày 19 tháng 5 năm 2017) | Solo Debut Digital Single  | Hunus Entertainment                       |
| 19   | 2017 Monthly Yoon Jong Shin May           | Yoon Jong-shin, Parc Jaejung  | Ballad                           | "Passport" (released ngày 19 tháng 5 năm 2017) | Monthly Single             | Mystic Entertainment                      |
| 19   | Man to Man OST Part.5                     | MAMAMOO                       | Drama                            | "Open Your Mind" (released ngày 19 tháng 5 năm 2017) | Digital Single             | JTBC Content Hub                          |
| 19   | Love                                      | Dean                          | R&B/Soul                         | "Love" (ft. Syd) (released ngày 19 tháng 5 năm 2017) | Digital Single             | Joombas Co Ltd. & Universal               |
| 21   | You Are My Spring                         | Suh Young Geun                | Ballad                           | "You Are My Spring" (released ngày 21 tháng 5 năm 2017) | Digital Single             | JJ Holic Media                            |
| 22   | Al1                                       | SEVENTEEN                     | Dance, Ballad                    | "Don't Wanna Cry" (released ngày 22 tháng 5 năm 2017) | 4th Mini Album             | Pledis Entertainment                      |
| 22   | New Kids: Begin                           | iKON                          | Rap/Hip-hop                      | "Bling Bling" (released ngày 22 tháng 5 năm 2017) "B-Day" (released ngày 22 tháng 5 năm 2017)                                                              | 1st Single Album           | YG Entertainment                          |
| 23   | Kim Lip                                   | Kim Lip (LOOΠΔ)               | Dance/R&B                        | "Eclipse" (released ngày 23 tháng 5 năm 2017) | Pre-debut Single           | BlockBerry Creative                       |
| 23   | Foreigner                                 | Dumbfoundead                  | Rap/Hip-hop                      | "Hyung" (ft. Dok2, Simon D, Tiger JK) (released ngày 17 tháng 5 năm 2017) "Send Me To War" (ft. Jessi, Year of the Ox) (released ngày 23 tháng 5 năm 2017) | 1st Mini Album             | BORN CTZN                                 |
| 23   | Cactus                                    | A.C.E                         | Dance                            | "Cactus" (released ngày 23 tháng 5 năm 2017) | Debut Single Album         | Beat Interactive                          |
| 23   | Hello Hello                               | B.I.G                         | Dance                            | "Hello Hello" (released ngày 23 tháng 5 năm 2017) | 6th Single Album           | GH Entertainment                          |
| 23   | Mohae                                     | San E                         | Rap/Hip-hop                      | "Mohae" (ft. Bolbbalgan4) (released ngày 23 tháng 5 năm 2017)                                                                                              | Digital Single             | Brand New Music                           |
| 23   | Because I'm Happy                         | B.HEART                       | Dance                            | "Because I'm Happy" (ft. YOLO) (released ngày 23 tháng 5 năm 2017)                                                                                         | Digital Single             | Poong Entertainment                       |
| 23   | Momentum                                  | MAP6                          | Dance                            | "I'm ready" (released ngày 23 tháng 5 năm 2017) | Single Album               | DreamT Entertainment                      |
| 24   | Goodbye For Now                           | Kyuhyun (Super Junior)        | Ballad                           | "Goodbye For Now" (released ngày 24 tháng 5 năm 2017) | Single Album               | SM Entertainment, Label SJ                |
| 24   | Kriesha Chu                               | Kriesha Chu                   | Dance                            | "Trouble" (released ngày 24 tháng 5 năm 2017) | Debut Single Album         | Urban Works Entertainment                 |
| 24   | Anck Su Namum                             | Yezi (Fiestar)                | Rap/Hip-hop                      | "Anck Su Namum" (released ngày 24 tháng 5 năm 2017) | Digital Single             | LOEN Entertainment                        |
| 24   | Gettin Money Moment                       | Changmo                       | Rap/Hip-hop                      | "Inkigayo" (ft. The Quiett & Dok2) (released ngày 24 tháng 5 năm 2017) "One More Rollie" (ft. Kim Hyo-eun & Hash Swan) (released ngày 24 tháng 5 năm 2017) | Album                      | Ambition Musik                            |
| 24   | Puppet                                    | MARMELLO                      | Rock                             | "Puppet" (released ngày 24 tháng 5 năm 2017) | Debut Digital Single       | Rolling Cultureone                        |
| 24   | The Emperor: Owner of the Mask OST Part.3 | Hwang Chi-yeul                | Drama                            | "For A While" (released ngày 24 tháng 5 năm 2017) | Digital Single             | Plus Media                                |
| 25   | Gravity                                   | KNK                           | Dance                            | "Sun, Moon, Star" (released ngày 25 tháng 5 năm 2017) | 2nd Single Album           | YNB Entertainment                         |
| 25   | Bleached                                  | Loco                          | Rap/Hip-hop                      | "Too Much" (ft. Dean) (released ngày 25 tháng 5 năm 2017)                                                                                                  | 1st Full Album             | AOMG                                      |
| 25   | Magical Realism                           | Be.A                          | Dance                            | "Magical" (released ngày 25 tháng 5 năm 2017) | Single Album               | Chrome Entertainment                      |
| 25   | The Emperor: Owner of the Mask OST Part.4 | Kei (Lovelyz)                 | Drama                            | "Star And Sun" (released ngày 25 tháng 5 năm 2017) | Digital Single             | +PLUS Media                               |
| 25   | Dreamgirls                                | Girls' Alert                  | Dance                            | "Dreamgirls" (released ngày 25 tháng 5 năm 2017) | Debut Digital Single       | Alpaca Production                         |
| 26   | Late in the Morning                       | JOO                           | Ballad                           | "Late in the Morning" (released ngày 26 tháng 5 năm 2017)                                                                                                  | Digital Single             | Woollim Entertainment                     |
| 27   | Addiction                                 | 24K                           | Ballad, Dance                    | "Only You" (released ngày 27 tháng 5 năm 2017) | 4th Mini Album             | Choeun Entertainment                      |
| 28   | Fly                                       | Sik-K                         | Rap/Hip-hop                      | "Fly" (released ngày 28 tháng 5 năm 2017) | Digital Single             | H1GHR Music                               |
| 29   | Dream Part.01                             | ASTRO                         | Dance                            | "Baby" (released ngày 29 tháng 5 năm 2017) | 4th Mini Album             | Fantagio                                  |
| 29   | Calling You                               | Highlight                     | Dance, Ballad, R&B/Soul, Rock    | "Calling You" (released ngày 29 tháng 5 năm 2017) | 1st Mini Album Repackage   | Around US Entertainment                   |
| 29   | MayDay                                    | April                         | Dance                            | "Mayday" (released ngày 29 tháng 5 năm 2017) | 2nd Single Album           | DSP Media                                 |
| 29   | Bittersweet                               | Baek A-yeon                   | Ballad, R&B/Soul, Rock           | "Sweet Lies" (ft. The Barberettes) (released ngày 29 tháng 5 năm 2017)                                                                                     | 3rd Mini Album             | JYP Entertainment                         |
| 29   | Good Girl                                 | Elvin Crew                    | Dance                            | "Good Girl" (released ngày 29 tháng 5 năm 2017) | Debut Digital Single       | HiCC Entertainment                        |
| 29   | Waves Like                                | Jazzyfact                     | Rap/Hip-hop                      | "All Day" (released ngày 29 tháng 5 năm 2017) | Mini Album                 | Illionaire Records                        |
| 30   | Piece of BTOB Vol.2                       | Ilhoon (BTOB)                 | Dance                            | "Fancy Shoes" (released ngày 30 tháng 5 năm 2017) | Monthly Single             | Cube Entertainment                        |
| 30   | TEAM BABY                                 | The Black Skirts              | Ballad                           | "Who Do You Love" (released ngày 30 tháng 5 năm 2017) | 3rd Album Part. 1          | HIGHGRND                                  |
| 30   | Love is                                   | Rubber Soul                   | Rap/Hip-hop                      | "Love is" (released ngày 30 tháng 5 năm 2017) | 2nd Single Album           | Mad Soul Child                            |
| 31   | Lonely                                    | SISTAR                        | Ballad, R&B/Soul                 | "Lonely" (released ngày 31 tháng 5 năm 2017) | Digital Single             | Starship Entertainment                    |
| 31   | Story About: Some, One Month Episode 1    | Gugudan                       | Dance                            | "Perhaps Love" (released ngày 31 tháng 5 năm 2017) | Digital Single             | CJ E&M Music                              |

#### Tháng sáu
| Date | Single / Album                     | Artist(s)                          | Genre(s)                      | Tên(s) | Note                      | Label(s)                  |
| ---- | ---------------------------------- | ---------------------------------- | ----------------------------- | --- | ------------------------- | ------------------------- |
| 01   | We, first                          | ELRIS                              | Dance                         | "We, first" (released ngày 1 tháng 6 năm 2017) | Debut Mini Album          | Hunus Entertainment       |
| 01   | Wannabe                            | Hyoyeon (Girls' Generation)        | Dance                         | "Wannabe" (ft. San E) (released ngày 1 tháng 6 năm 2017) | Digital Single            | SM Entertainment          |
| 01   | Ooh Ooh                            | H.U.B                              | Dance                         | "Ooh Ooh" (released ngày 1 tháng 6 năm 2017) | Digital Single            | New Planet Entertainment  |
| 02   | Walkin'                            | Suran                              | R&B/Soul                      | "1+1=0" (ft. Dean) (released ngày 2 tháng 6 năm 2017) | 1st Mini Album            | Million Market            |
| 02   | Higher                             | Park Hi                            | Ballad, Dance, Rock           | "Higher" (released ngày 2 tháng 6 năm 2017) | Debut Single Album        | H.A.V.E Entertainment     |
| 02   | Think About You                    | Lee Si Eun                         | Ballad                        | "Think About You" (released ngày 2 tháng 6 năm 2017) | Digital Single            | HF Music Company          |
| 02   | Marry Man                          | UV x Shindong (Super Junior)       | Dance                         | "Marry Man" (released ngày 2 tháng 6 năm 2017) | Digital Single            | SM Entertainment          |
| 03   | 35 Boys 5 Concepts                 | Produce 101 Season 2               | Dance                         | "Show Time" (by It's) (released ngày 3 tháng 6 năm 2017) "I Know You Know" (by Boys Under The Moonlight) (released ngày 3 tháng 6 năm 2017) "Open It" (by Knock) (released ngày 3 tháng 6 năm 2017) "Oh Little Girl" (by Slate) (released ngày 3 tháng 6 năm 2017) "Never" (by Nation's Son) (released ngày 3 tháng 6 năm 2017) | Mini Album                | CJ E&M                    |
| 03   | The Beginning of Funk              | S.E.T                              | Dance                         | "Nalari" (released ngày 3 tháng 6 năm 2017) | Debut Single Album        | HOONSTAR                  |
| 04   | Wake Up                            | TopSecret                          | Dance                         | "Mind Control" (released ngày 4 tháng 6 năm 2017) | 2nd Mini Album            | JSL Company               |
| 04   | Da Ra Da                           | Wheein (Mamamoo), Jeff Bernat, B.O | R&B/Soul                      | "Da Ra Da" (released ngày 4 tháng 6 năm 2017) | Digital Single            | Rainbow Bridge World      |
| 04   | 우울한가 봄                        | 1NB                                | Ballad                        | "우울한가 봄" (ft. Soulstar) (released ngày 4 tháng 6 năm 2017) | Pre-debut Single          | Trivus Entertainment      |
| 05   | H.A.L.F                            | Sik-K                              | Rap/Hip-hop                   | "Fly" (released ngày 28 tháng 5 năm 2017) "Party (Shut Down)" (ft. Crush) (released ngày 5 tháng 6 năm 2017) | 2nd Mini Album            | H1GHR Music               |
| 05   | Stroke                             | Gummy                              | Ballad, R&B/Soul, Rap/Hip-hop | "A Knowing" (ft. Boi B) (released ngày 22 tháng 5 năm 2017) "I I YO" (released ngày 5 tháng 6 năm 2017) | 5th Full Album            | C-JeS Entertainment       |
| 05   | Goodbye For Now                    | As One                             | R&B/Soul                      | "Goodbye For Now" (released ngày 5 tháng 6 năm 2017) | Digital Single            | Brand New Music           |
| 05   | MoonLight                          | Baechigi                           | Rap/Hip-hop                   | "MoonLight" (released ngày 5 tháng 6 năm 2017) | Digital Single            | YMC Entertainment         |
| 07   | Sunrise                            | DAY6                               | Rock                          | "I Smile" (released ngày 7 tháng 6 năm 2017) | 1st Full Album            | JYP Entertainment         |
| 07   | Over 10 Years                      | F.T. Island                        | TBA                           | "Love Sick" (ft. Kim Na-young) (released ngày 28 tháng 5 năm 2017) "Wind" (released ngày 7 tháng 6 năm 2017) | 10th Anniversary Album    | FNC Entertainment         |
| 07   | Happy Moment                       | Cosmic Girls                       | Dance                         | "Happy" (released ngày 7 tháng 6 năm 2017) | 1st Full Album            | Starship Entertainment    |
| 07   | Hands on Me                        | Kim Chungha                        | Dance, Ballad                 | "Week" (released ngày 21 tháng 4 năm 2017) "Why Don't You Know" (ft. Nucksal) (released ngày 7 tháng 6 năm 2017) | Solo Debut Mini Album     | M&H Entertainment         |
| 08   | Kwon Ji Yong                       | G-Dragon (Big Bang)                | TBA                           | "Bullshit" (released ngày 8 tháng 6 năm 2017) | TBA                       | YG Entertainment          |
| 08   | Party Baby                         | Daehyun & Jongup (B.A.P)           | Dance                         | "Shadow" (ft. Zelo) (released ngày 8 tháng 6 năm 2017) "Try My Luck" (released ngày 8 tháng 6 năm 2017) | Project Album             | TS Entertainment          |
| 09   | I Understand                       | Ma Eunjin (Playback)               | Ballad                        | "I Understand" (released ngày 9 tháng 6 năm 2017) | Solo Debut Digital Single | Coridel Entertainment     |
| 09   | TBA                                | Eddy Kim                           | TBA                           | "TBA" (released ngày 9 tháng 6 năm 2017) | Single Album              | Mystic Entertainment      |
| 12   | Ceremony                           | PENTAGON                           | Dance                         | "Beautiful" (released ngày 18 tháng 5 năm 2017) "So Pretty" (released ngày 12 tháng 6 năm 2017) | 3rd Mini Album            | Cube Entertainment        |
| 12   | TBA                                | Taeil (Block B)                    | TBA                           | "TBA" (feat. Sejeong)(released ngày 12 tháng 6 năm 2017) | Single Album              | Seven Seasons             |
| 13   | Be Ordinary                        | Hwang Chi-yeul                     | TBA                           | "TBA" (released ngày 13 tháng 6 năm 2017) | 1st Mini Album            | HOW Entertainment         |
| 14   | What's My Name                     | T-ARA                              | Dance                         | "What's My Name?" (released ngày 14 tháng 6 năm 2017) | TBA                       | MBK Entertainment         |
| 14   | NCT #127 CHERRY BOMB               | NCT 127                            | Dance                         | "TBA" (released ngày 14 tháng 6 năm 2017) | 3rd Mini Album            | SM Entertainment          |
| 15   | You & Yours                        | Lee Seok-hoon (SG Wannabe)         | TBA                           | "TBA" (released ngày 15 tháng 6 năm 2017) | Mini Album                | CJ E&M Music              |
| 19   | Identity                           | Nine Muses                         | Dance                         | "Remember" (released ngày 19 tháng 6 năm 2017) | 6th Mini Album            | Star Empire Entertainment |
| 19   | Shine Forever                      | Monsta X                           | Dance                         | "TBA" (released ngày 19 tháng 6 năm 2017) | 1st Full Album Repackage  | Starship Entertainment    |
| 26   | TBA                                | Apink                              | Dance                         | "TBA" (released ngày 26 tháng 6 năm 2017) | 6th Mini Album            | Plan A Entertainment      |
| TBA  | TBA                                | LOOΠΔ                              | TBA                           | "TBA" (released June, 2017) | Pre-debut Single          | BlockBerry Creative       |
| TBA  | IMFACTORY                          | IMFACT                             | TBA                           | "TBA" (released June, 2017) | Monthly Single            | Star Empire Entertainment |
| TBA  | 2017 Monthly Yoon Jong Shin June   | Yoon Jong-shin                     | TBA                           | "TBA" (released June, 2017) | Monthly Single            | Mystic Entertainment      |
| TBA  | TBA                                | EXO                                | Dance                         | "TBA" (released June, 2017) | TBA                       | SM Entertainment          |
| TBA  | TBA                                | MAMAMOO                            | Dance                         | "TBA" (released June, 2017) | 5th Mini Album            | Rainbow Bridge World      |
| TBA  | TBA                                | U-KISS                             | Dance                         | "TBA" (released June, 2017) | TBA                       | NH Media                  |
| TBA  | TBA                                | Sonamoo                            | TBA                           | "TBA" (released June, 2017) | TBA                       | TS Entertainment          |
| TBA  | TBA                                | Great Guys                         | Dance                         | "Last Men" (released June, 2017) | Debut Single Album        | DnA Entertainment         |
| TBA  | TBA                                | BLΛƆKPIИK                          | Dance                         | "TBA" (released June, 2017) | TBA                       | YG Entertainment          |
| TBA  | TBA                                | S.I.S                              | TBA                           | "TBA" (released June, 2017) | TBA                       | XX Entertainment          |
| TBA  | TBA                                | BewhY                              | Rap/Hip-hop                   | "TBA" (released June, 2017) | Digital Single            | Lumin Entertainment       |
| TBA  | TBA                                | Stellar                            | Dance                         | "TBA" (released June, 2017) | 1st Full Album            | The Entertainment Pascal  |
| TBA  | TBA                                | South Club                         | TBA                           | "Hug Me" (released ngày 26 tháng 5 năm 2017) "TBA" (released June, 2017) | Debut Mini Album          | South Buyers Club         |
| TBA  | The Emperor: Owner of the Mask OST | Yang Yo-seob (Highlight)           | Drama                         | "TBA" (released June, 2017) | Digital Single            | Plus Media                |
| TBA  | TBA                                | Secret                             | Dance                         | "TBA" (released June, 2017) | TBA                       | TS Entertainment          |
| TBA  | TBA                                | Lee Hyori                          | TBA                           | "TBA" (released June, 2017) | TBA                       | Kiwi Media Group          |
| TBA  | TBA                                | Rain                               | TBA                           | "TBA" (released June, 2017) | TBA                       | R.A.I.N. Company          |
| TBA  | TBA                                | Bulldok                            | Dance                         | "TBA" (released June, 2017) | TBA                       | KCONIC Entertainment      |
| TBA  | TBA                                | Yoona (Girls' Generation)          | TBA                           | "TBA" (released June, 2017) | TBA                       | SM Entertainment          |
| TBA  | TBA                                | Truedy                             | TBA                           | "TBA" (released June, 2017) | Solo Debut                | TBA                       |
| TBA  | TBA                                | Infinite                           | TBA                           | "TBA" (released June, 2017) | TBA                       | Woollim Entertainment     |
| TBA  | TBA                                | Jeong Jinwoon                      | TBA                           | "TBA" (released June, 2017) | Album                     | Mystic Entertainment      |

### Quý 3

#### Tháng 7
| Date | Single / Album                   | Artist(s)            | Genre(s)  | Tên(s)                                   | Note             | Label(s)                  |
| ---- | -------------------------------- | -------------------- | --------- | ---------------------------------------- | ---------------- | ------------------------- |
| 06   | Every DAY6 July                  | DAY6                 | Rock      | "TBA" (released ngày 6 tháng 7 năm 2017) | Monthly Single   | JYP Entertainment         |
| TBA  | TBA                              | LOOΠΔ                | TBA       | "TBA" (released July, 2017)              | Pre-debut Single | BlockBerry Creative       |
| TBA  | IMFACTORY                        | IMFACT               | TBA       | "TBA" (released July, 2017)              | Monthly Single   | Star Empire Entertainment |
| TBA  | 2017 Monthly Yoon Jong Shin July | Yoon Jong-shin       | TBA       | "TBA" (released July, 2017)              | Monthly Single   | Mystic Entertainment      |
| TBA  | TBA                              | iTeen Girls          | Dance     | "TBA" (released July, 2017)              | Debut            | Fantagio                  |
| TBA  | TBA                              | Produce 101 Season 2 | Dance     | "TBA" (released July, 2017)              | Debut            | YMC Entertainment         |
| TBA  | TBA                              | Playback             | Dance     | "TBA" (released July, 2017)              | TBA              | Coridel Entertainment     |
| TBA  | TBA                              | Jang Hyun-seung      | TBA       | "TBA" (released July, 2017)              | TBA              | Cube Entertainment        |
| TBA  | TBA                              | PRISTIN              | Dance     | "TBA" (released July, 2017)              | TBA              | Pledis Entertainment      |
| TBA  | TBA                              | Boyfriend            | Dance     | "TBA" (released July, 2017)              | TBA              | Starship Entertainment    |
| TBA  | TBA                              | K.A.R.D              | TBA       | "TBA" (released July, 2017)              | Debut            | DSP Media                 |
| TBA  | TBA                              | Taeyang (BIGBANG)    | R&B/Dance | "TBA" (released July, 2017)              | TBA              | YG Entertainment          |
| TBA  | TBA                              | JJCC                 | TBA       | "TBA" (released July, 2017)              | TBA              | Jackie Chan Group Korea   |
| TBA  | TBA                              | Favorite             | TBA       | "TBA" (released July, 2017)              | Debut            | Astory Entertainment      |

#### Tháng 8
| Ngày      | Đơn / Album                         | Nghệ sĩ(s)     | Thể loại(s) | Tiêu đề(s)                           | Chú ý                     | Nhãn(s)              |
| --------- | ----------------------------------- | -------------- | ----------- | ------------------------------------ | ------------------------- | -------------------- |
| 07        | Mỗi DAY6 ngày                       | DAY6           | Rock        | "Thông báo" (phát hành ngày 6, 2017) | Hàng Tháng, Hàng Duy Nhất | JYP Entertainment    |
| Thông báo | Thông báo                           | Cô Gái Thế Hệ  | Thông báo   | "Thông báo" (phát hành ngày, 2017)   | Kỷ niệm 10 năm album      | SM Entertainment     |
| Thông báo | Thông báo                           | LOOΠΔ          | Thông báo   | "Thông báo" (phát hành ngày, 2017)   | Trước khi bắt đầu         | BlockBerry Sáng Tạo  |
| Thông báo | IMFACTORY                           | IMFACT         | Thông báo   | "Thông báo" (phát hành ngày, 2017)   | Hàng Tháng, Hàng Duy Nhất | Sao Đế Chế Giải Trí  |
| Thông báo | 2017 Hàng Tháng Yoon Jong Shin Ngày | Yoon Jong-shin | Thông báo   | "Thông báo" (phát hành ngày, 2017)   | Hàng Tháng, Hàng Duy Nhất | Mystic Giải Trí      |
| Thông báo | Thông báo                           | LIZ,           | Dance       | "Thông báo" (phát hành ngày, 2017)   | Thông báo                 | Âm nhạc K Giải Trí   |
| Thông báo | Thông báo                           | BewhY          | Thông báo   | "Thông báo" (phát hành ngày, 2017)   | Album Đầy Đủ              | Thông Lượng Giải Trí |

#### Tháng 9
| Ngày      | Đơn / Album                         | Nghệ sĩ(s)     | Thể loại(s) | Tiêu đề(s)                                   | Chú ý                     | Nhãn(s)             |
| --------- | ----------------------------------- | -------------- | ----------- | -------------------------------------------- | ------------------------- | ------------------- |
| 06        | Mỗi DAY6 ngày                       | DAY6           | Rock        | "Thông báo" (phát hành vào tháng 6 năm 2017) | Hàng Tháng, Hàng Duy Nhất | VỊ Trí              |
| Thông báo | Thông báo                           | LOOΠΔ          | Thông báo   | "Thông báo" (phát hành vào tháng chín, 2017) | Trước khi bắt đầu         | BlockBerry Sáng Tạo |
| Thông báo | IMFACTORY                           | IMFACT         | Thông báo   | "Thông báo" (phát hành vào tháng chín, 2017) | Hàng Tháng, Hàng Duy Nhất | Sao Đế Chế Giải Trí |
| Thông báo | 2017 Hàng Tháng Yoon Jong Shin Ngày | Yoon Jong-shin | Thông báo   | "Thông báo" (phát hành vào tháng chín, 2017) | Hàng Tháng, Hàng Duy Nhất | Mystic Giải Trí     |
| Thông báo | Thông báo                           | THẦN           | Thông báo   | "Thông báo" (phát hành vào tháng chín, 2017) | Thông báo                 | SM Entertainment    |

### Quý 4

#### Tháng 10
| Ngày      | Đơn / Album                         | Nghệ sĩ(s)     | Thể loại(s) | Tiêu đề(s)                                    | Chú ý                     | Nhãn(s)              |
| --------- | ----------------------------------- | -------------- | ----------- | --------------------------------------------- | ------------------------- | -------------------- |
| 10        | Mỗi DAY6 ngày                       | DAY6           | Rock        | "Thông báo" (phát hành vào tháng 10 năm 2017) | Hàng Tháng, Hàng Duy Nhất | VỊ Trí               |
| Thông báo | Thông báo                           | Super Junior   | Thông báo   | "Thông báo" (phát hành ngày, 2017)            | 9 Album Đầy đủ            | SM Entertainment     |
| Thông báo | Thông báo                           | LOOΠΔ          | Thông báo   | "Thông báo" (phát hành ngày, 2017)            | Trước khi bắt đầu         | BlockBerry Sáng Tạo  |
| Thông báo | IMFACTORY                           | IMFACT         | Thông báo   | "Thông báo" (phát hành ngày, 2017)            | Hàng Tháng, Hàng Duy Nhất | Sao Đế Chế Giải Trí  |
| Thông báo | Thông báo                           | NRG            | Thông báo   | "Thông báo" (phát hành ngày, 2017)            | 8 Đầy đủ Album            | Âm nhạc Máy Giải Trí |
| Thông báo | 2017 Hàng Tháng Yoon Jong Shin Ngày | Yoon Jong-shin | Thông báo   | "Thông báo" (phát hành ngày, 2017)            | Hàng Tháng, Hàng Duy Nhất | Mystic Giải Trí      |

#### Tháng 11
| Ngày      | Đơn / Album                         | Nghệ sĩ(s)     | Thể loại(s) | Tiêu đề(s)                                          | Chú ý                     | Nhãn(s)             |
| --------- | ----------------------------------- | -------------- | ----------- | --------------------------------------------------- | ------------------------- | ------------------- |
| 06        | Mỗi DAY6 ngày                       | DAY6           | Rock        | "Thông báo" (phát hành ngày 6 tháng mười một, 2017) | Hàng Tháng, Hàng Duy Nhất | VỊ Trí              |
| Thông báo | IMFACTORY                           | IMFACT         | Thông báo   | "Thông báo" (phát hành ngày, 2017)                  | Hàng Tháng, Hàng Duy Nhất | Sao Đế Chế Giải Trí |
| Thông báo | 2017 Hàng Tháng Yoon Jong Shin Ngày | Yoon Jong-shin | Thông báo   | "Thông báo" (phát hành ngày, 2017)                  | Hàng Tháng, Hàng Duy Nhất | Mystic Giải Trí     |

#### Tháng 12
| Ngày      | Đơn / Album                          | Nghệ sĩ(s)     | Thể loại(s) | Tiêu đề(s)                                       | Chú ý                     | Nhãn(s)             |
| --------- | ------------------------------------ | -------------- | ----------- | ------------------------------------------------ | ------------------------- | ------------------- |
| 06        | Mỗi DAY6 tháng mười hai              | DAY6           | Rock        | "Thông báo" (phát hành vào tháng 6 năm 2017)     | Hàng Tháng, Hàng Duy Nhất | VỊ Trí              |
| Thông báo | IMFACTORY                            | IMFACT         | Thông báo   | "Thông báo" (phát hành vào tháng mười hai, 2017) | Hàng Tháng, Hàng Duy Nhất | Sao Đế Chế Giải Trí |
| Thông báo | 2017 Hàng Tháng Yoon Jong Shin Tháng | Yoon Jong-shin | Thông báo   | "Thông báo" (phát hành vào tháng mười hai, 2017) | Hàng Tháng, Hàng Duy Nhất | Mystic Giải Trí     |
| Thông báo | Giáng Sinh Album                     | EXO            | Ballad      | "Thông báo" (phát hành vào tháng mười hai, 2017) | Đặc Biệt Album            | SM Entertainment    |